# Arthur Fremantle
Pour les articles homonymes, voir Fremantle (homonymie).

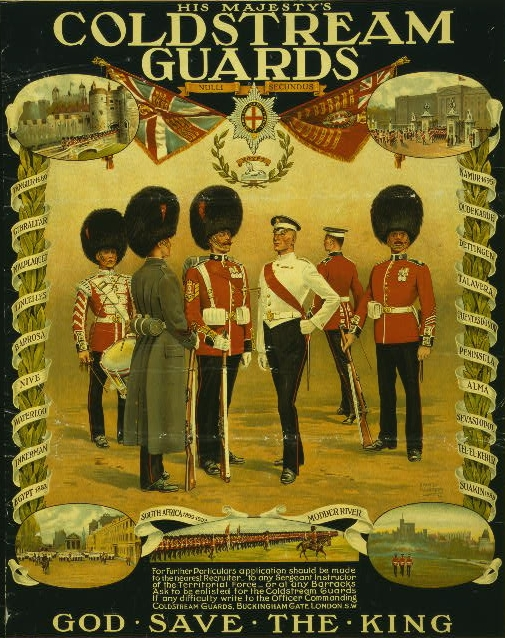
Les Coldstream Guards, régiment d'élite de la garde du souverain britannique, dont Arthur Fremantle assure le commandement pendant vingt-huit ans.

Arthur James Lyon Fremantle (11 novembre 1835 – 25 septembre 1901) est un soldat britannique et devient l'un des haut-gradés les plus âgés de l'armée britannique de la fin du XIXe siècle.
Il commande les Coldstream Guards à Londres, participe à la guerre contre les Mahdistes en 1884 et est gouverneur-général de l'île de Malte de 1894 à 1899. Il est l'auteur d'un livre relatant le voyage d'observation qu'il effectue en 1863 dans les États sudistes, lors de la guerre de Sécession : Trois mois dans les États du Sud.

## Biographie

### Un déroulement de carrière peu commun
Fils d'officier, en 1852 il sort de l'académie militaire de Sandhurst et entre dans l'armée. Capitaine à vingt-cinq ans d'un régiment d'élite de la garde du souverain britannique, les Coldstream Guards (dont son père commandait un bataillon), il est nommé lieutenant-colonel, occupe à Gibraltar un poste d'attaché militaire adjoint, revient à Londres, puis est ensuite régulièrement promu.
Arthur Fremantle ne se trouve confronté aux conflits armés que pendant sa jeunesse (à 27 ans, pendant la guerre de Sécession, et en tant qu'observateur non-belligérant) - puis dans son âge mûr (à 49 ans), au Soudan, pendant la guerre contre les Mahdistes. Il devint ensuite administrateur civil.
En 1883, à l'âge de 47 ans, il n'a donc porté les armes sur aucun théâtre d'opérations extérieures (en 28 ans de services) quand il est mis en demi-solde. Cependant, au bout d'un an, Fremantle est nommé aide de camp du prince George, duc de Cambridge, alors commandant en chef des armées britanniques.
Mais le Royaume-Uni s'émeut fortement des désastres subis au Soudan par les contingents anglo-égyptiens en lutte contre les mahdistes. En effet, la lutte contre Osman Digna avait débuté par l'anéantissement de la colonne de Hicks Pacha à El Obeid, le 2 novembre 1883, avec pour pertes 2 000 hommes et tout le matériel ; puis lors de la Première bataille d'El Teb, le 4 février 1884, Baker Pacha perd 2 400 hommes, 3 000 fusils et 6 canons. La Garde royale est donc envoyée au Soudan.

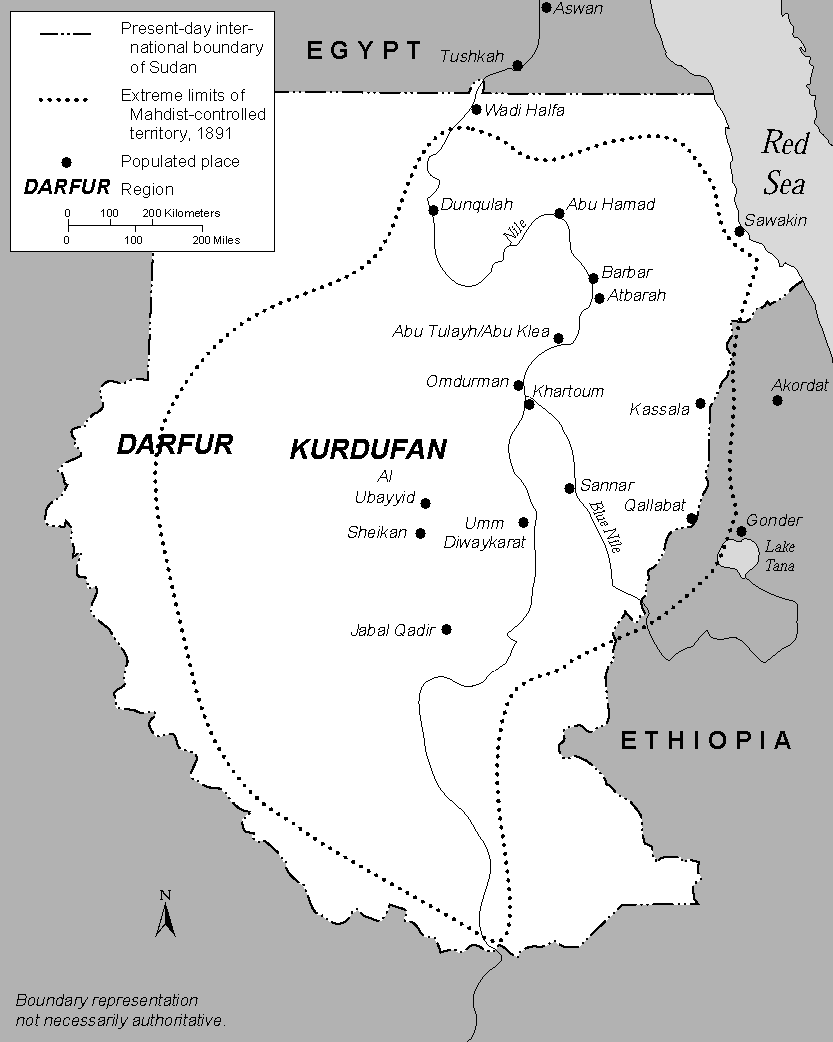
L'État mahdiste (1881-1898). Noter le Darfour à l'ouest, Khartoum au confluent des deux Nils - et le port de « Sawakin » (Suakin). Le Soudan est alors un maillon actif de la traite des noirs, et Suakin est considéré, depuis l'ouverture du canal de Suez en 1869, comme une des clefs de la mer Rouge, elle-même artère vitale pour le trafic maritime britannique.

Fremantle débarque donc à Suakin, où il dirige par intérim la garnison jusqu'à l'arrivée du lieutenant-général Gerald Graham (en), qu'il suit ensuite dans l'intérieur du pays lors de sa tentative d'écraser définitivement les mahdistes après la victoire qu'il a remporté lors de la seconde bataille d'El Teb, le 29 février 1884.

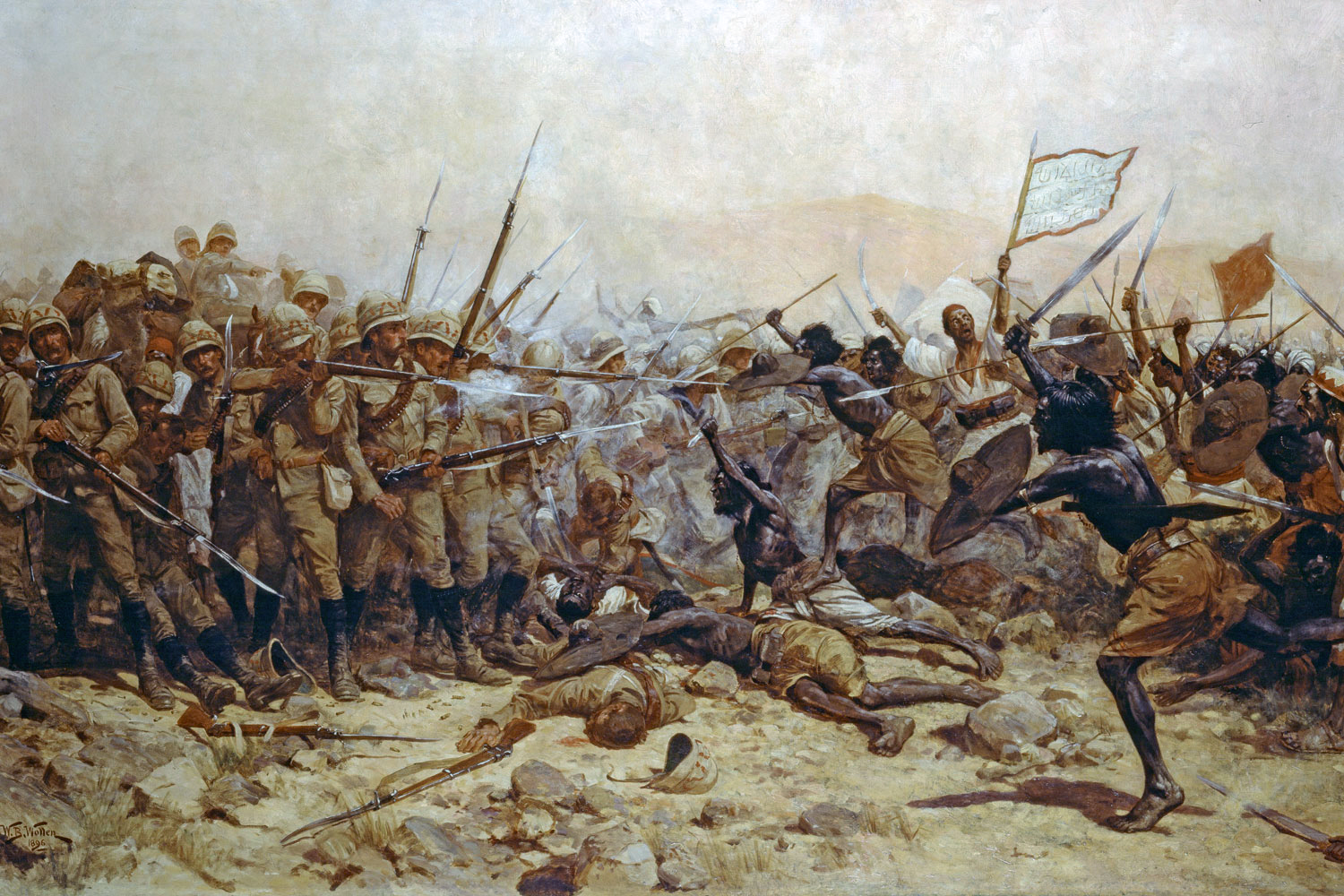
Comme dix mois auparavant lors de la bataille de Tamai, le carré d'infanterie britannique est enfoncé par les « Fuzzy-wuzzies » Mahdistes à la bataille d'Abu Klea, en janvier 1855.

Fremantle, qui commande la « brigade de la Guarde », participe à la dure bataille de Tamai, le 13 mars 1884 : un affrontement acharné et sanglant, pendant laquelle le fameux carré d'infanterie britannique est rompu, comme il l'est ensuite encore à la bataille d'Abu Klea.
Après Tamai, Fremantle est nommé Political Officer et dirige les services d'« action psychologique » qui cherchent à pacifier la région de Suakin. Après la prise de Khartoum, le 26 janvier 1885, par les Mahdistes et le retrait des Britanniques du Soudan, Arthur Fremantle revient au Caire, puis à Londres, où il travaille au Bureau de la Guerre.
Puis il est nommé gouverneur général de l'île de Malte, poste qu'il occupe à la satisfaction générale de 1894 à 1899. Sa gestion de ce bastion britannique en Méditerranée emporte tous les suffrages ; il y codifie en particulier les mariages interreligieux, et règle la question du dédommagement des églises locales après les dégâts subis lors des guerres napoléoniennes. En 1897, Fremantle rebaptise la ligne de fortifications qui était en cours de construction, en lui donnant le nom de Lignes de Victoria, afin de commémorer le jubilé de diamant de la reine Victoria. En novembre 1898, Fremantle reçoit fort bien (d'autant plus qu'il était yachtman lui-même) le kaiser Guillaume II, arrivé sur son yacht Hohenzollern.

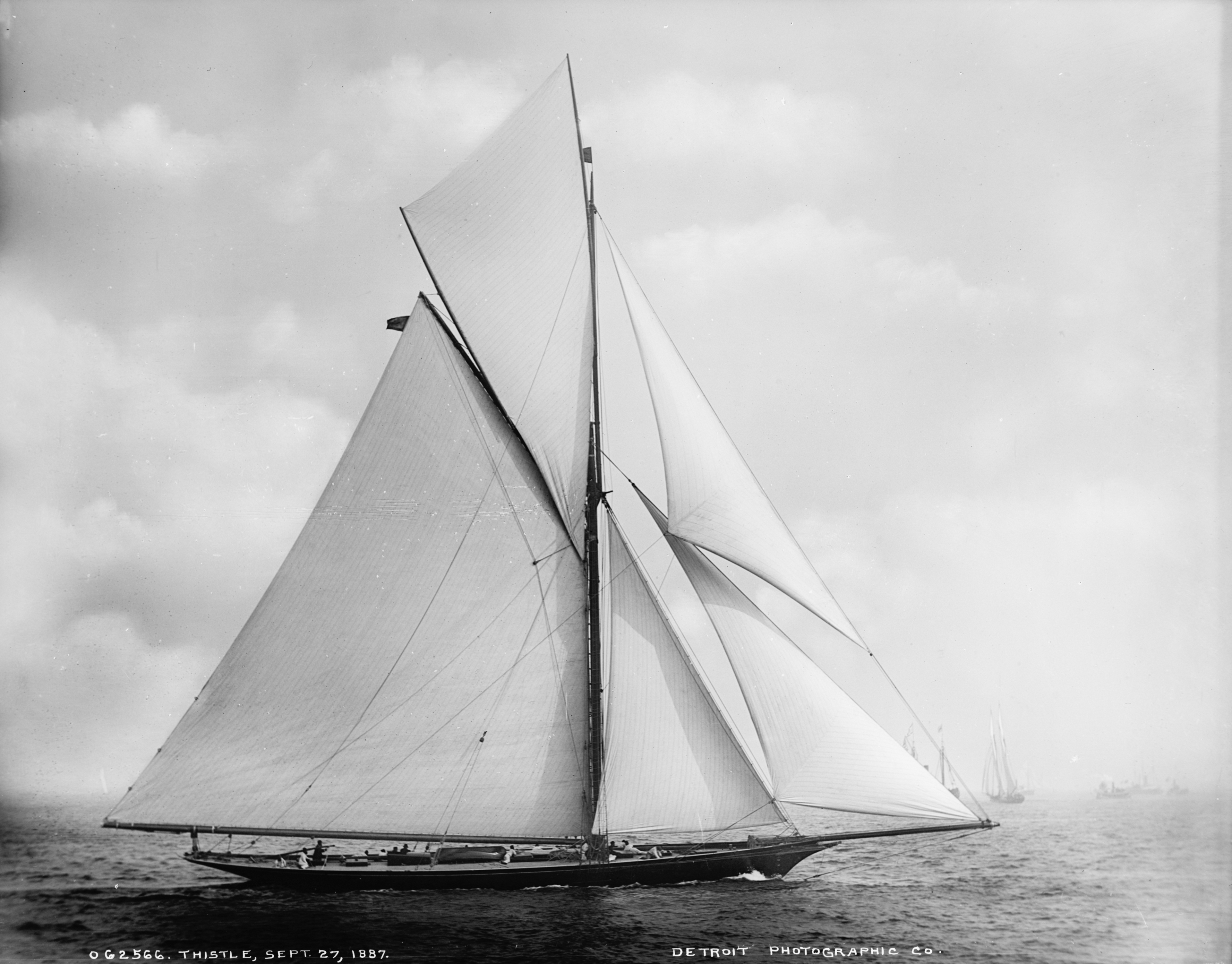
De la terrasse du Royal Yacht Squadron à Cowes, Arthur Fremantle dut voir en 1887 évoluer le cotre Thistle (« Chardon »), un des participants de la course pour la Coupe de l'America.

Arthur Fremantle est membre du Royal Yacht Squadron, et c'est au château de Cowes, situé sur l'île de Wight, siège du R.Y.S., qu'il meurt en 1901 (apparemment d'une crise d'asthme), à l'âge de 65 ans.

## Son voyage à travers les États-Unis

### La traversée du Texas
Le voyage de Fremantle à travers le nouvel État confédéré du Texas (du 2 avril au 8 mai) fut pour lui un voyage initiatique, qui le marqua profondément sur les plans psychique et physique
Pour éviter le blocus exercé par la marine de l'Union, c'est de la frégate cuirassée britannique HMS Immortalité (en) que, le 2 avril 1863, le jeune (27 ans) lieutenant-colonel anglais débarqua seul au Mexique, à Bagdad, le port de Matamoros, État de Tamaulipas. Il a choisi d'entrer en Dixieland par le sud-ouest, alors qu'il aurait pu débarquer d'un « forceur de blocus à Charleston, et il lui semble être arrivé sur une autre planète. Pendant quelques jours, en attendant le général Magruder à qui il désire se présenter afin d'en obtenir des sauf-conduits, il traverse le Rio Grande à plusieurs reprises, visite Brownsville au Texas, se familiarise avec ce pays curieux et déroutant pour lui : il connait la culture hispanique, mais c'est plutôt celle des Texans qui le laisse perplexe, un étrange mélange de bonhomie, d'individualisme et de brutalité. On lui montre le corps à demi-enterré (et dévoré par les bêtes sauvages) d'un renégat exécuté par l'expéditive « frontier-justice », il est fort bien reçu par des soldats texans dépenaillés mais très aimables et très habiles au revolver. À Matamoros il assiste aux fêtes de Pâques, associées aux manifestations célébrant la courageuse résistance des Mexicains face aux Français à Puebla.
Le 13 avril, sans avoir vu le général Magruder, il quitte Brownsville (« la ville la plus indisciplinée de l'État le moins légaliste de la Confédération ») en compagnie de M'Carthy (un ami qu'il s'est fait), en direction de Houston, en chariot, par la piste. Il est en civil, vêtu d'un costume de chasse, et accompagné d'un volumineux bagage. Après avoir constaté qu'un certain Hyde, qui escortait le chariot, exerçait aussi les fonctions de juge, que le cocher paraît être une brute au langage ordurier, et que tous deux sont saouls la plupart du temps – et bu de l'eau saumâtre, qui fait « un café très quelconque », il s'adapte aux circonstances. Sa jeunesse et son humour lui font trouver acceptables de très dures conditions de voyage, il profite du voyage, observe, note, participe aux corvées. Il s'amuse du langage coloré des conducteurs du chariot et de leurs manières de rustres, des cahots, de l'absence d'eau potable, des bivouacs rustiques, de la nourriture hasardeuse, des tiques et des puces, et sa bonne volonté le fait même accepter par les « teamsters ». Au début ils traversent le chaparral (dense brousse d'épineux), et les côtés du chemin sont tapissés de flocons arrachés aux convois de coton qui convergent vers la mer - une nuit ils subissent un violent orage, qui transforme la prairie en bourbier. Il croise, et rattrape à cheval le général John B. Magruder, un original, qui a cependant repris Galveston en attaquant dans la nuit du 1er janvier 1863 la flotte unioniste qui bloquait le port, avec quelques canons de campagne et deux bateaux plats à aubes (blindés de balles de coton), dont l'équipage était constitué de ses cavaliers texans… La soirée se prolonge ; mais pendant que l'Anglais et les Confédérés échangeaient des toasts, le chariot a décampé, et n'a jamais avancé aussi vite. Fremantle et son ami, perdus la nuit dans une contrée inconnue, restent 9 heures en selle dans le désert, et finissent par retrouver le chariot, dont les conducteurs, goguenards, les reçoivent « avec la plus grande amabilité. »
À San Antonio, où il arrive le 24 avril (les conducteurs du chariot se sont une dernière fois saoulés et battus pour fêter la fin du voyage…) après avoir fait 330 miles en 11 jours (50 km environ par jour), Fremantle vend ses lourdes malles aux enchères et réalise, dit-il, une excellente affaire, tant la pénurie ambiante valorise sa lingerie. Allégé, aguerri par son voyage, nanti de lettres d'introduction pour les généraux Braxton Bragg et Leonidas Polk il se sépare de son ami M'Carthy qui lui a fait visiter les environs, et part pour Alleyton (en) : 140 miles qu'il mettra 46 heures à parcourir dans une diligence (bondée de personnages pittoresques) qui roule jour et nuit (soit à environ 5 km/h de vitesse moyenne).
Le 29 avril, Fremantle, après avoir traversé Columbus, arrive à Alleyton, où pour la première fois il monte dans un (étonnant) train texan.
Le 30 avril il est à Houston. Il est invité par le général William Read Scurry et les officiers de sa suite, parlent boutique : « les officiers (de cavalerie sudistes) méprisent tous le sabre, ils pensent que les meilleures armes pour la cavalerie sont un fusil de chasse à deux coups, et des revolvers » s'étonne le jeune officier. Puis tout le monde porte des toasts à la Reine Victoria, et Fremantle note les efforts que font les officiers confédérés pour se montrer amicaux et lui montrer leur pays sous son meilleur jour ; Fremantle les assure que leur cause serait vue avec encore beaucoup plus de sympathie en Europe, n'était la question de l'esclavage…
Comme le bruit courait que Vicksburg allait tomber, ce qui empêcherait la traversée du fleuve Mississippi, Fremantle part rapidement pour Galveston. Dans le train, il rencontre Sam Houston en personne, une grande figure américaine, aigri par son déclin politique, l'âge et l'approche de la mort.
Fremantle va rester plusieurs jours à Galveston, grand port repris par les confédérés mais toujours bloqué par la flotte unioniste. Lors d'une soirée, le jeune anglais danse ce que les Américains appellent un « cotillon », et trouve que c'est un exercice plutôt violent. Guidé par le commandant de la garnison (le Colonel Debray, un Français immigré en 1848), il visite et examine les fortifications construites par des équipes d'esclaves noirs « prêtés » par les planteurs, et écoute les Sudistes se moquer du « politicien-général » Nathaniel Prentice Banks, qui les menace par le nord. D'ailleurs les volontaires du corps de cavalerie de Charles L. Pyron (en), à l'équipement hétéroclite et pour une fois sans chevaux, défilent martialement avant d'aller à sa rencontre dans les marais.
Le 4 mai, Fremantle quitte Galveston, et prend le train pour Navasota, une ville entrepôt terminus du train. Là il monte dans une diligence, et, maintenant habitué aux pratiques locales, boxe un passager pour garder la meilleure place, dans l'angle de la caisse. Pendant le long voyage jusqu'à la frontière de l'État de Louisiane, en passant par Huntsville et Crockett, les passagers discutent naturellement de la guerre et de l'esclavage. Pour ces Sudistes, l'esclavage « est une malédiction, absolument pas justifiable, mais nécessaire dans les circonstances présentes »… Ils se défendent devant l'Anglais d'être tous des « Simon Legrée », et donnent de nombreux exemples (dont Fremantle a d'ailleurs été témoin au Texas, dit-il) d'esclaves heureux et bien traités…

### Après le Texas, en route pour Vicksburg

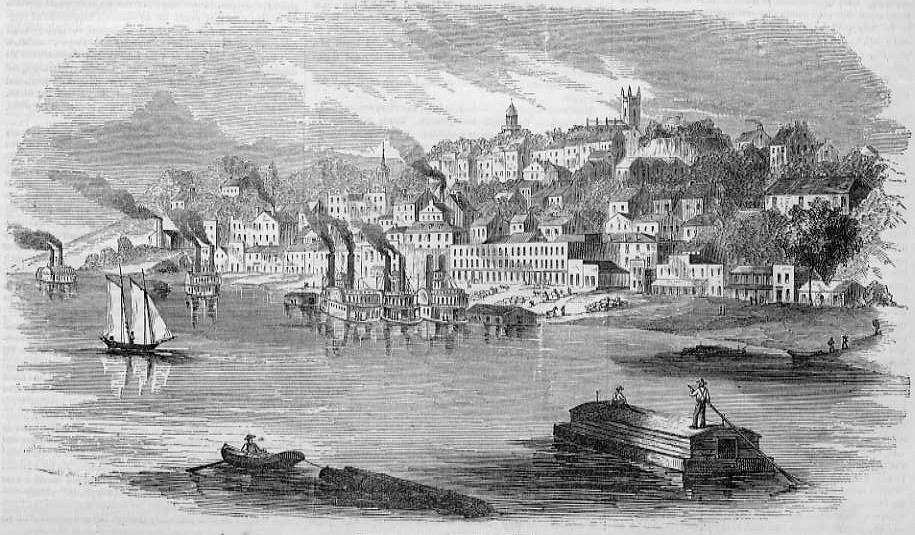
Vicksburg, clef de l'artère vitale qu'est le Mississippi, six ans avant la guerre. Noter la position en hauteur (qui facilita la résistance des Confédérés), et l'activité sur le fleuve : 5 vapeurs à aubes, 1 goélette, 1 chaland plat, et même un pêcheur local traînant une senne. Les cheminées de 2 usines fument.

Le 8 mai, Fremantle quitte le Texas, et est hébergé à Shreveport (alors capitale de la Louisiane) par le général Edmund Kirby Smith.
Le 9 mai le jeune Anglais note avec satisfaction qu'il s'est fort bien adapté aux inhabituelles conditions de voyage : il s'entasse avec les autres dans les diligences, « ne frémit plus quand on lui propose une chique », n'a même plus peur des crachats de salive noire qui partent de tous les côtés, se précipite lui aussi sur la nourriture lors des arrêts-buffet, peut rester une semaine sans se laver, et dort même pendant les parcours les plus cahoteux. Et ne s'est-il pas battu la semaine dernière pour une place en diligence ? De plus il a une réplique toute prête lorsqu'on lui demande avec acrimonie pourquoi la Grande-Bretagne ne se presse pas d'intervenir du côté des Confédérés : « Vous ne pensez pas qu'une nation qui veut mériter son indépendance doit la conquérir par elle-même ? ». Et tout le monde alors d'acquiescer énergiquement…
Le 15 mai, Fremantle part de Monroe en bateau. Il est, dit-il, déterminé à atteindre Vicksburg par n'importe quel moyen, car tout laisse prévoir « que de grandes opérations vont s'y dérouler sous peu ». Mais la guerre perturbe les communications, en particulier sur le Mississippi, et le jeune Anglais est découragé : la route de Jackson risque d'être coupée par les Nordistes, or il a déjà été dévié de son chemin à Alexandria et Harrisonburg… Heureusement les habitants rencontrés aux arrêts sont très hospitaliers, et encore plus quand ils apprennent qu'il est en voyage d'information : ils l'invitent à partager leur frugale nourriture, et hier en entrant dans le salon d'une maison il a eu le touchant spectacle de « sept vierges assises en rang, toutes jeunes, belles, et rougissantes ». Et Fremantle (qui montre depuis son arrivée en Amérique qu'il est loin d'être indifférent au sexe faible) de noter : « Dans ce pays, les jeunes filles sont ou bien très délurées, ou bien très timides ».
Finalement il débarque à Natchez après une croisière éprouvante. Il a d'abord pris passage sur un vapeur typique qui descend la Washita, un affluent du fleuve Mississippi, et le bateau avance avec circonspection, car le capitaine craint de se trouver nez-à-nez avec les gun-boats (canonnières) yankees qui maraudent après avoir bombardé Harrisonburg. Une ambiance tragi-comique règne sur le vapeur à aubes immobilisé le long de la berge par le raid fluvial des fédéraux : la peur et la tension montent, deux officiers sudistes se disputent une dame, le capitaine du vapeur veut rebrousser chemin, on interroge les noirs errant à la recherche de leurs patrons et on n'en obtient que des informations contradictoires…Finalement Fremantle arrive à Natchez en pataugeant dans les bayous, sur les rives du fleuve en crue patrouillé par les gunboats nordistes, en tirant une barque où gît un jeune soldat blessé et fiévreux qu'il protège.

### Jackson, État du Mississippi
À Jackson où il arrive le 18 mai, à pied (après une marche de 10 miles le long de la voie ferrée dont les rails ont été transformés en cravates de Sherman par les raiders Nordistes) juste après la première attaque des Fédéraux (un raid de destruction mené par William Tecumseh Sherman), l'espionnite règne, les habitants sont exaspérés par le sac de leur ville, et Fremantle manque être lynché par quelques excités. Reconnu in extremis par un médecin (pourtant irlandais et anglophobe) comme citoyen d'un pays neutre et même ami de la Confédération, il est ensuite invité par le commandant de garnison, chante avec les dames pendant les soirées.
Fremantle décrit Jackson comme un tas de ruines fumantes : tous les édifices publics ont été détruits par les Nordistes, et aussi la plupart des maisons particulières. Tous les magasins ont été mis à sac, et tout ce que les raiders ne pouvaient emporter a été jeté au feu. Il ne reste aucune de nombreuses usines, les quatre voies ferrées qui convergeaient à Jackson ont été détruites, de même que les églises…Et tout ceci, note Fremantle, a été accompli en 36 heures seulement, sous les yeux des officiers qui logeaient à l'hôtel Bowman, le seul encore à peu près intact, et où d'ailleurs le jeune anglais va prendre une chambre.
Fremantle cherche à rejoindre les forces du général Joseph E. Johnston, qui est censé se porter au secours de John C. Pemberton pris au piège par Ulysses S. Grant dans Vicksburg. Il prend la route avec le régiment du général Gist Mais les fantassins partis sous les fleurs souffrent de la chaleur, ne tardent pas à ralentir, rompent les rangs, traînent. Fremantle, qui est à cheval, juge que les officiers manquent d'autorité, et que de plus les haltes sont à la fois trop peu fréquentes et trop longues. Il se présente au général Johnston qui, après quelques circonlocutions, lui avoue qu’il est « trop faible pour servir à quoi que ce soit d’utile – et incapable de dire quand il aura reçu assez de renforts pour pouvoir attaquer Grant » et soulager Vicksburg.
Fremantle, qui écrit « je ne peux pas rester là à attendre les évènements : j’ai trop à voir… » décide de repartir vers le grand port de Mobile, au sud.

### Mobile, en Alabama
Après avoir échappé (sans le savoir) un grave accident ferroviaire, Fremantle arrive à Mobile le 24 mai. Le général Maury lui fait visiter en bateau la baie, les forts et les docks, et lui apprend que parmi les forceur de blocus les vapeurs passent le plus souvent, mais que les voiliers sont presque toujours arraisonnés par la flotte yankee. Puis il confie le jeune Anglais au général Slaughter qui va inspecter les fortifications terrestres ; un fortin est tenu par un contingent de miliciens civils d’origine britannique.

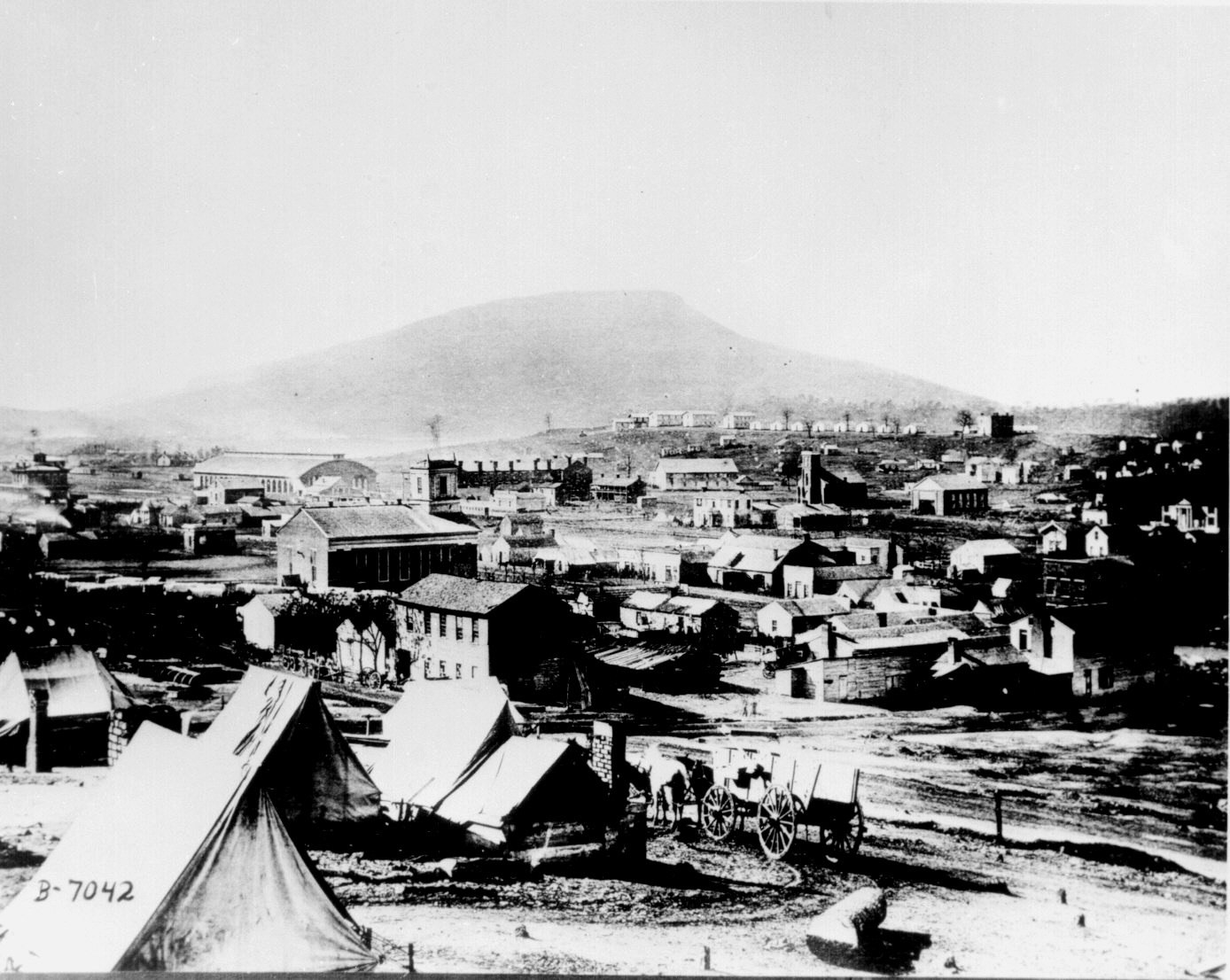
L'important nœud ferroviaire de Chattanooga en 1864, avec le mont Look-Out au fond. Trois mois après le passage de Fremantle, la ville fut prise par le général unioniste Ulysses Grant.

### En route pour l'Armée du Tennessee
Le 26 mai, Fremantle quitte Mobile par le train, passe par West Point, Atlanta, et Chattanooga. Son long voyage en train, dans de bien meilleures conditions qu'autour de Jackson (la voie est intacte) lui permet d’échanger avec les Sudistes : après le contrôle minutieux de ses papiers, la question la plus fréquente est : « Vous les Anglais, vous combattez vraiment en tuniques rouges ? ». Fremantle discute librement avec un officier nordiste, un chirurgien que Grant a laissé à Jackson pour qu’il y soigne ses blessés, et qui, prisonnier sur parole, remonte vers Richmond. Le médecin lui dit qu’il pense que les Sudistes vont essayer de lancer un coup de boutoir désespéré vers le nord.
Le 28 mai, Fremantle, en route pour Shelbyville, arrive à Wartrace, Tennessee. Il se présente aux généraux Leonidas Polk (« l'évèque combattant ») et William Joseph Hardee (un boute-en-train surnommé « Old reliable », « Vieux fiable » par ses hommes). Il rencontre un compatriote, un curieux soldat de fortune du nom de Colonel « St-Leger Grenfell », actuellement inspecteur général de la cavalerie de Bragg. Ce fils de bonne famille anglaise s’est engagé tout jeune en France, est devenu sous-lieutenant des lanciers, puis est passé à Tanger, a appris l’arabe, a combattu aux côtés d’Abd-el-Kader pendant 4 ans et demi, a écumé les côtes de l’Afrique du Nord en bateau, a été « brigadier-major » des Turcs pendant la guerre de Crimée, a combattu en Inde pendant la Révolte des Cipayes, et à Buenos Aires pendant la tentative d’invasion anglaise, avant de devenir aide de camp et bras-droit du célèbre escarmoucheur John Hunt Morgan. Il avait d’ailleurs, disait-il, essayé en vain d’empêcher Thunderbolt Morgan (« Morgan l'éclair ») de se remarier, prévoyant que son ramollissement par le mariage entraînerait sa mort. Fremantle (dont on se demande s’il croit vraiment à ce fabuleux curriculum vitæ) décrit Grenfell : d’une témérité folle, admiré des hommes, terreur des déserteurs, traînards et profiteurs, il est mince, musclé, a des yeux fous, et porte au combat une toque rouge pour se faire remarquer.

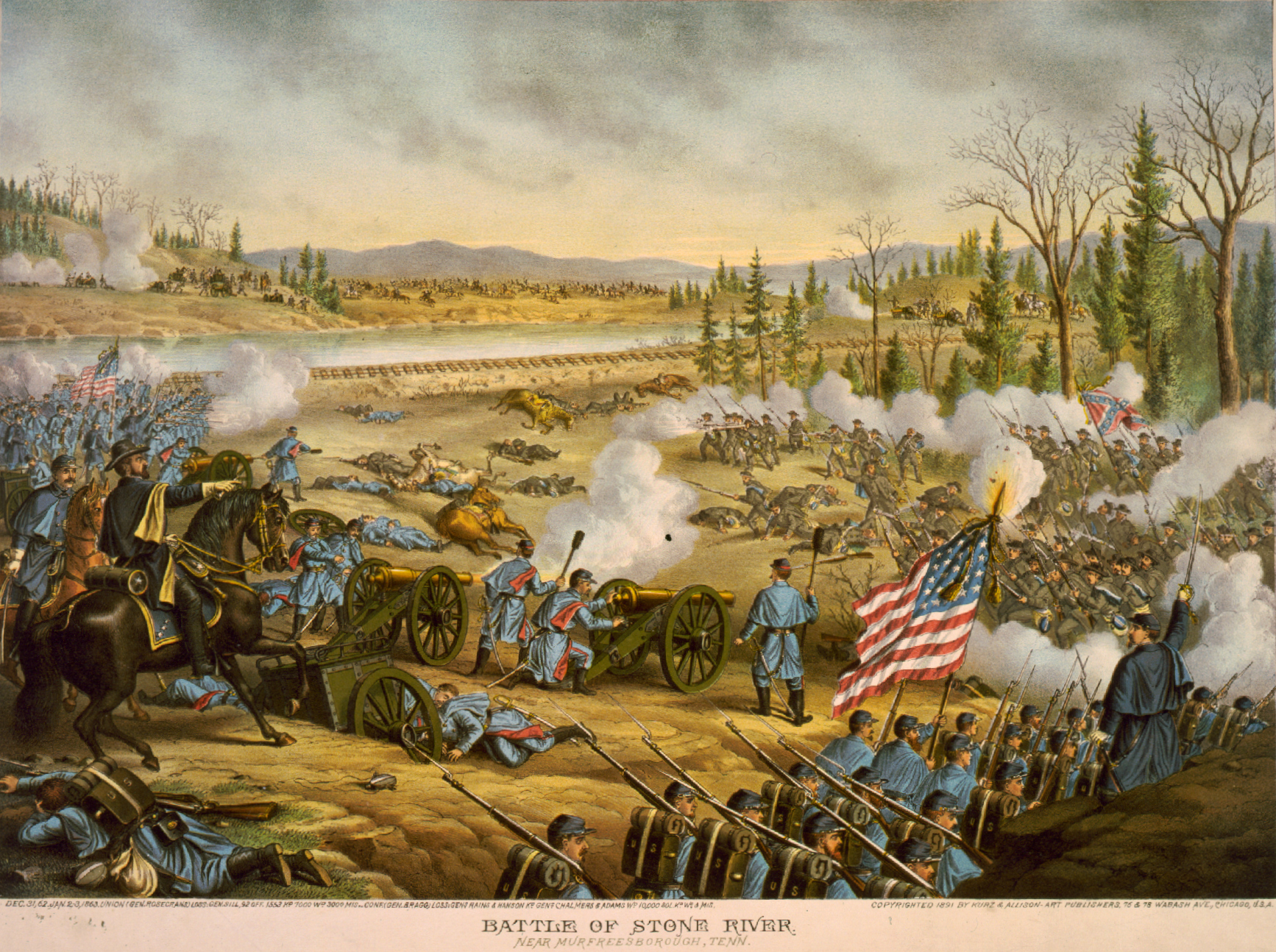
Le général unioniste William Starke Rosecrans poussant ses hommes à résister lors de la bataille de la Stones River (fin décembre 1862), une des plus meurtrières de la guerre.

Fremantle fréquente les ladies sudistes qui hébergent les généraux, et écoute leurs discours enflammés en faveur de la cause : elles ont trop d'exemples de la conduite abominable de la soldatesque yankee conduite par les raiders nommés Butler, Robert H. Milroy, John B. Turchin.
Fremantle arrive ensuite sous un torrent de pluie à Shelbyville, et rencontre le général en chef de l'Armée du Tennessee (Confédérée), Braxton Bragg. L'entrevue est brève, mais Bragg se montre plutôt courtois (malgré sa réputation d'acariatre, et un furoncle à la main), et le confie à un officier. Le jeune Anglais part visiter les lignes, et son guide lui explique qu'après la récente et très dure bataille de Murfreesboro (ou Bataille de la Stones River), Bragg et son ennemi William Starke Rosecrans, chef de l'Armée du Cumberland, restent sur leurs positions, d'autant que la pluie a transformé la campagne en bourbier…
Fremantle apprend en chemin les circonstances de l'assassinat tout récent du général Earl Van Dorn, et son guide conclut que Van Dorn « l'avait bien cherché »… Fremantle note au passage que dans le sud un mari trompé ne se lance pas dans un duel, mais règle ses comptes très simplement.
Le 1er mai Fremantle, monté sur un beau cheval, accompagne l'état-major et des ladies à une revue ; il a cessé de pleuvoir, et le paysage est magnifique. En chemin le général William Joseph Hardee pose une question à double sens au jeune anglais : « Mr Mason (James M. Mason, le représentant confédéré en Angleterre) a-t-il été bien reçu en Angleterre ?… ». Fremantl (qui comprend que Hardee lui demande en fait si Mason a été aussi bien reçu que lui, Fremantle, l'a été par les officiers sudistes), gêné, répond « qu'il pense que oui, tout au moins par des personnes privées… », et il ajoute dans son carnet « les Sudistes sont vraiment sensibles à ce problème ».
Pendant la revue des troupes (une brigade d'infanterie vaillante, mais qui visiblement a beaucoup souffert pendant les derniers combats), Fremantle note que les hommes sont en civil (« ils préfèrent cela à l'uniforme », lui répond-on), sans baïonnettes (« ils trouvent qu'elle est inutile »), armés de fusils Enfield pris à l'ennemi, et qu'ils savent s'aligner pour la charge. « Mais savent-ils former le carré d'infanterie ? » demande le jeune capitaine des Coldstream Guards - « Inutile, lui répond-on, ici il n'y a pas de charges massives de cavalerie : le terrain ne le permet pas, et la cavalerie yankee n'aurait pas l'estomac de charger ainsi… ».
Un évêque vient ensuite encourager les troupes ; il est suivi par un politicien qui, à la fin d'un long discours (que Fremantle trouve particulièrement indigeste) annonce aux hommes harassés par les derniers combats qu'il se présente aux élections… « Voilà le résultat du suffrage universel » conclut Fremantle.
Mais alors que les officiers et les dames s'apprêtent à repartir, une volée de coups de feu retentit. Le général, un peu gêné, explique que c'est la prévôté qui fusille un déserteur à l'ennemi ; d'ailleurs, ajoute-t-il, il y a souvent aussi des pendaisons d'espions.
Le 2 juin, de bon matin, Fremantle accompagne Grenfell qui va inspecter les avant-postes. Sous la pluie qui a repris de plus belle, le lieutenant-général anglais montre à son jeune compatriote le pays très boisé, un type de terrain qui lui a fait adopter pour sa cavalerie une technique d’attaque particulière : le bushwacking (battage de buisson) : les cavaliers mettent pied à terre, et, pendant qu’un homme sur 4 garde les chevaux, les autres s’infiltrent dans les bois, et soit s’approchent silencieusement de l’ennemi pour le surprendre, soit mènent grand bruit, faisant croire à l’attaque d’une très forte troupe et déclenchant l’alarme générale. Ensuite ils refluent, entraînant leurs poursuivants au loin, les font tomber dans une embuscade, puis fuient à nouveau, selon la méthode des Parthes. De plus, Morgan a avec lui deux petits canons portés, qu’il appelle ses bull-dogs, et qui sèment encore plus de panique et de destruction chez l’ennemi. Ennemi qui d’ailleurs ne se fait pas faute d’utiliser les mêmes méthodes.
Tout en chevauchant, Fremantle reçoit les confidences de son compatriote : Grenfell a la justice civile du comté aux trousses pour une banale affaire de chevaux (et d’esclave) expéditivement réquisitionnés. Fremantle (qui ne précise pas de quel sexe est l'esclave) écrira le lendemain qu'à l'aube, sous une pluie torrentielle, le sheriff local et ses hommes pénètrent sous la tente de Grenfell, se jettent sur lui pendant son sommeil, et l’arrêtent malgré sa résistance frénétique. Mais le général Bragg paye sa caution; Fremantle note l'indépendance de la justice civile dans une région pourtant soumise à la loi martiale.
Après avoir galopé en vue des vedettes ennemies le long du no man’s land, vu l’endroit où les Fédéraux avaient quelques jours auparavant abandonné Clement Vallandigham entre les lignes, et lu le mot dont il était porteur («…aux bons soins de Messieurs les Officiers Confédérés… ») les deux Anglais reviennent au camp, et Fremantle assiste à un spectacle étonnant (pour lui) : devant son état-major réuni, le général en chef Braxton Bragg, à genoux, reçoit le baptême d’un évêque (un de ceux qui, a noté Fremantle, donnent au camp une allure et une ambiance particulières), selon le rite de l’église épiscopale. Bragg se relève et échange des shake-hands avec les témoins, y compris avec Leonidas Polk. Puis ce dernier rentre sous sa tente, qui est gardée par deux sentinelles aux pieds nus…
Autre anecdote concernant le général Leonidas Polk (un officier devenu évêque, puis à nouveau soldat) : lors de la bataille de Perryville, à la nuit tombée, Polk croit être victime de tirs amis et, furieux, galope à découvert vers une brigade d’infanterie qui, pense-il, est confédérée et tire sur son régiment par erreur. Il vitupère vertement les soldats et leur officier, et leur ordonne de cesser le feu immédiatement, avant de se rendre compte qu’il s’agit de nordistes, en uniforme délavé et sale. Avec beaucoup de présence d’esprit il continue à hurler ses malédictions et ses ordres, puis tourne bride et s’éloigne calmement. Mais dès qu’il est hors de vue, il éperonne son cheval, retourne au galop dans ses lignes, et envoie son escadron à l’assaut des fantassins yankees. Et, dit l’évêque (selon Fremantle) : « Ce fut le plus grand massacre de yankees que j’aie vu jusqu’ici… ».
Le 4 juin, comme le front est calme, les officiers sudistes invitent Fremantle à assister à un séance de bushwacking destinée à tester les forces et l’esprit combatif des Fédéraux cantonnés à Murfreesboro, et aussi à lui démontrer les qualités de l’armée confédérée. Il admire la détermination des cavaliers sudistes, qui mettent pied à terre, pénètrent dans un bois touffu, s’infiltrent tout près des lignes ennemies et harcèlent les nordistes retranchés. Leurs 300 chevaux, conduits par 75 cavaliers, font un superbe mouvement d’ensemble à travers un champ de coton pour gagner un abri. Mais les yankees restent dans leurs lignes, et les escarmoucheurs sudistes se replient, dépités; Fremantle les entend se plaindre : "Ce n’est pas aujourd’hui qu’on va récolter de bonnes bottes !…".
Pendant le retour au camp, Fremantle (qui dit être "agréablement désappointé" par la fraicheur du climat du Tennessee) remarque que les estafettes de Polk, bien que simples cavaliers, sont des immigrés d’origine française venus de la Nouvelle-Orléans, qui parlent français, et sont certainement riches, comme en témoigne leur équipement luxueux et les noirs qui leur servent d’ordonnances. Le jeune anglais est d’ailleurs heureux de se trouver d’une manière générale entouré de gens bien élevés, avec qui il partage un langage distingué et de bonnes manières, signes d’une communauté de culture évidente. Mais il leur fait ses adieux, car il veut voir l’action véritable, et, comme déjà à Jackson (Mississippi), le front lui semble trop calme.
En route pour Charleston, Fremantle arrive le 7 juin à Augusta (Géorgie], après avoir traversé en train Chattanooga, et Atlanta. Il a remarqué dans le compartiment une goodish-looking woman (une « femme pas mal du tout ») qui porte une veste et une casquette de soldat sudiste ; on lui a expliqué qu’elle s’est engagée sans déguiser son sexe, a même participé honorablement aux batailles de Perryville et Murfreesboro, mais qu’elle a été ensuite renvoyée, car elle avait « donné des preuves d’immoralité ». Les cas de femmes combattantes ne seraient pas rares, note Fremantle, qui remarque aussi qu’en Georgie des ladies viennent aux arrêts offrir des douceurs aux soldats, dont la plupart sont des blessés. Ils partent en convalescence chez eux, avant de revenir reprendre le combat : en Dixie, seules les blessures gravissimes rendent un soldat invalide. Après avoir campé sous la pluie ces derniers jours, Fremantle dit apprécier le calme et le confort d’Augusta, siège d’une grande manufacture d’armes.

### Charleston
Le 8 juin Fremantle arrive pour un séjour d’une semaine dans la capitale de la Caroline du Sud, Charleston, qui était avant-guerre un grand port, plaque tournante de l’exportation du coton et de l’importation d’esclaves et de machines venues d'Europe. Il désire avant tout rencontrer le fameux général Pierre Gustave Toutant de Beauregard, mais le stratège qui initia la guerre à Fort Sumter (le 12 avril 1861), remporta la 1re victoire de Bull Run puis fut confiné à Charleston par Jefferson Davis est en tournée d’inspection en Floride.
Fremantle va alors se présenter au commandant de garnison, le général Roswell S. Ripley, un officier très populaire, bien que (écrit le jeune Anglais) « il soit né dans le Nord et soit souvent un peu gai (rollicking habits). » Les fantassins de Ripley ont bien défendu la grande ville portuaire le 12 avril 1863, pendant que les fédéraux de Quincy A. Gillmore cherchaient à investir la ville. Et simultanément, dans la baie, le vice-amiral Samuel F. Du Pont envoyait 9 cuirassés nordistes, ses monitors, à l’assaut des forts, mais les artilleurs de Beauregard repoussaient les navires yankees, coulant même l’un d’eux, l’USS Keokuk (en).

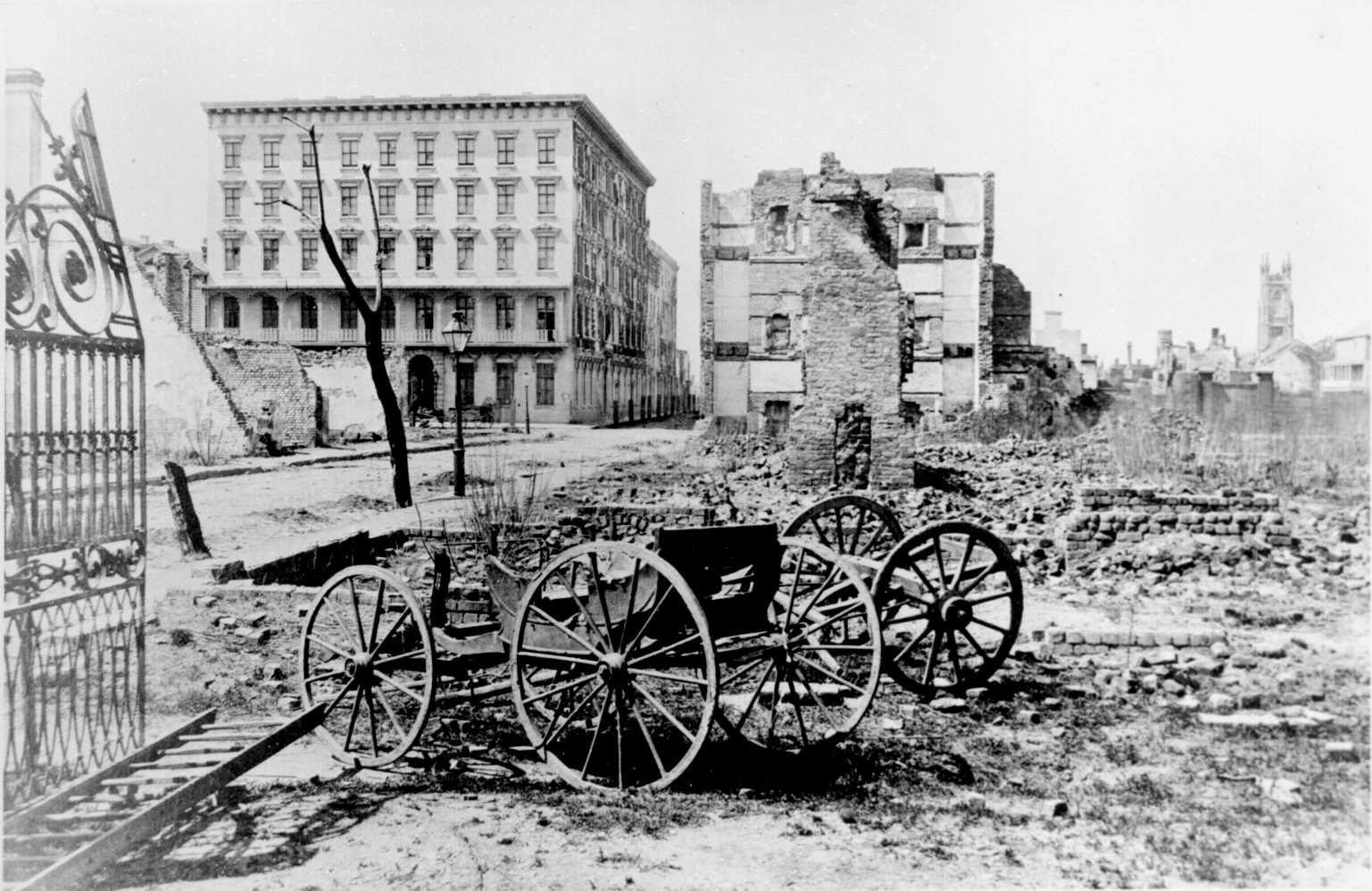
Charleston, avant-guerre un grand port de commerce et une capitale opulente aux beaux immeubles dominant des artères fourmillantes d’activité, est ruinée par le blocus et les bombardements. Ici, d’une maison de maître ne restent que la grille, la cheminée et les débris d’une calèche…

Charleston est une belle ville, juge Fremantle, qui a perdu son activité d’avant-guerre, et dont en outre le centre a été entièrement détruit par un grand incendie. On y trouve cependant des marchandises de luxe, apportées par les forceur de blocus et vendues à prix d’or. Ce trafic, pense Fremantle, dont les initiateurs (le plus souvent britanniques) ne sont en somme que des spéculateurs, est en partie responsable de l’inflation qui appauvrit le Sud, et devrait être réservé aux approvisionnements et aux fournitures de guerre. Le jeune Anglais n’arrive d’ailleurs même pas à trouver une cravate noire, et comme par ailleurs il n’a plus d’habit de cérémonie, il se voit obligé de décliner une invitation à une des soirées de gala que la haute société locale aime à se donner pour garder le moral malgré les restrictions dues au blocus.

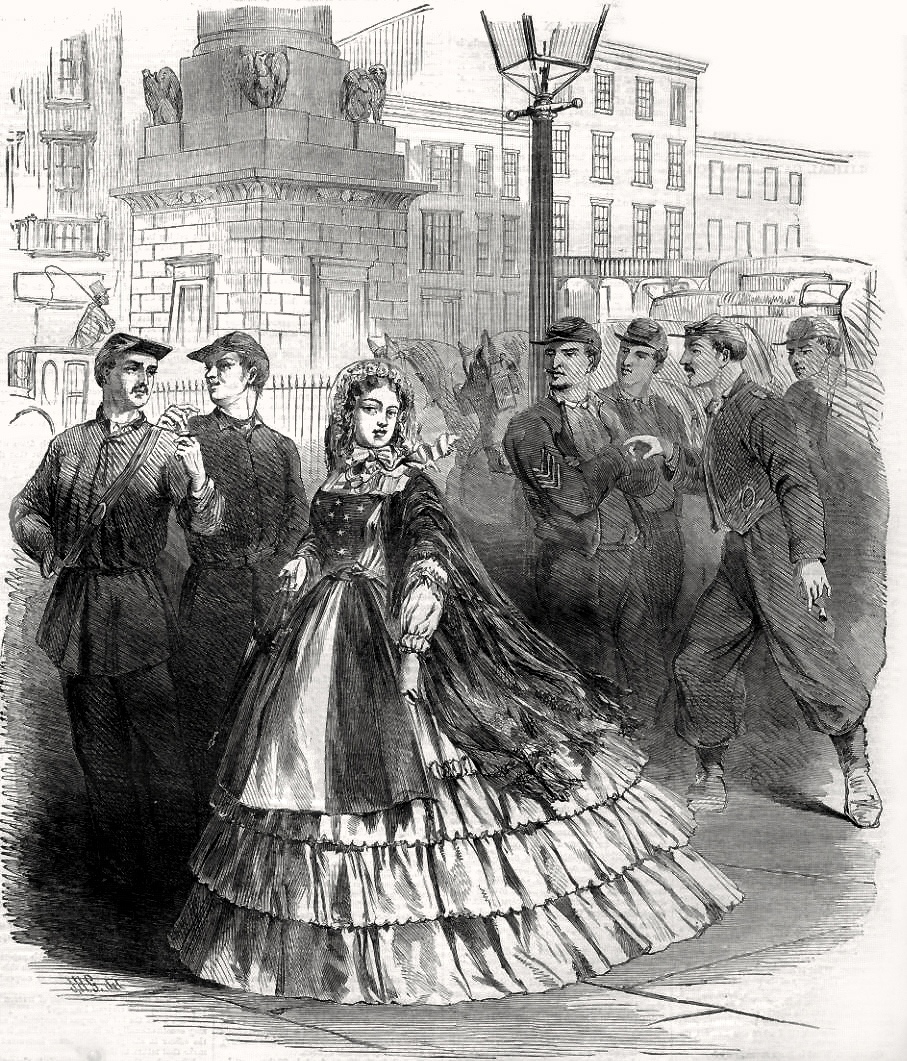
Dans les rues élégantes de Charleston, Fremantle croisa-t-il des "southern belles" portant ainsi le "Stars and bars" sur leur robe ?

D’ailleurs, note encore Fremantle, les sudistes tiennent à maintenir le décorum : il y a 8 semaines, lors de la dernière tentative d’invasion, la garnison du Fort Sumter a salué les monitors fédéraux qui se préparaient à commencer le pilonnage : drapeaux hissés, fanfares, 21 coups de canon à blanc…
Le général Ripley invite Fremantle à visiter la baie de Charleston (une vaste lagune sillonnée par quelques chenaux) et les forts qui la défendent. "En temps normal, écrit-il, personne ne penserait pouvoir séjourner en cette saison sur ces îles insalubres (pestilential)" : le commandant de Secessionville (un fort implanté sur une île basse et marécageuse) est mort de la fièvre jaune l’an dernier.
Fremantle s’étend sur la description de Fort Sumter (« puisque, dit-il, le fort a considérablement changé depuis mon passage »), admire les réparations et améliorations rapidement effectuées après le bombardement nordiste du 12 avril, et l’armement lourd en batterie : en particulier les columbiad de calibre 10 pouces (25 cm), qui pèsent 14 000 livres, et envoient un projectile de 128 livres - et un canon de 11 inches, ultra-moderne, récupéré sur le USS Keokuk

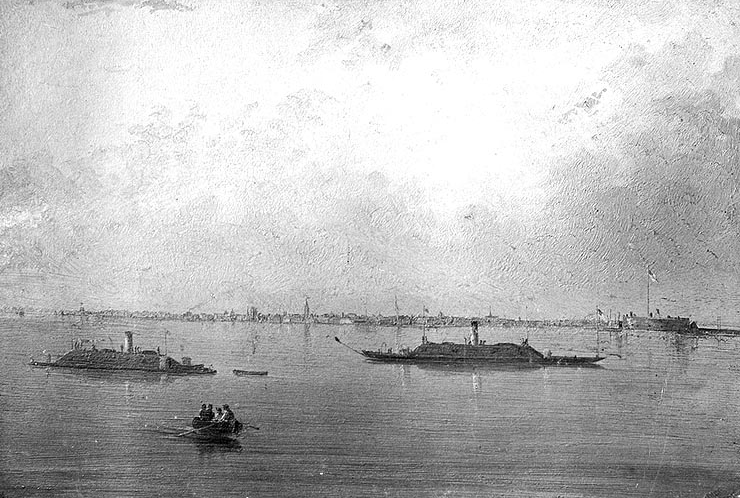
Les deux batteries flottantes confédérées CSS Chicora et CSS Palmetto State furent construites sur place, et gardèrent activement la baie de Charleston. Sur le tableau, leur silhouette courte est allongée par des embarcations de service amarrées en poupe. Noter à l’avant la torpille portée sur hampe et le rostre qui se devine. (tableau de Conrad Wise Chapman)

Il visite aussi une batterie flottante (ironclad) confédérée, le CSS Chicora (en), qui avec son homologue CSS Palmetto State (en) a accompli un fait d’armes notable : ces petits navires patauds, à l’aube du 1er février 1863, ont quitté la darse, ont franchi la barre et, sortant d’un banc de brouillard, se sont jetés sur l’escadre unioniste qui bloque le port. Les navires yankees, attaqués au canon et à l’éperon, leurs batteries bien trop haut placées pour riposter efficacement, n’ont pu que prendre le large en remorquant l’un des leurs (le USS Keystone State) gravement endommagé, pendant que l’USS Mercedita (en) baissait pavillon et se rendait. Se voyant distancées, les deux batteries flottantes (qui sont de pauvres marcheuses et ne peuvent tenir la haute mer) sont rentrées au port sous les hourras. Fremantle note que ce raid, s’il fut bon pour le moral des sudistes assiégés, entraîna le renforcement de l’escadre de blocus (qui n'était selon lui qu'une flottille de navires de commerce armés à la hâte) par de véritables vaisseaux de guerre unionistes : la frégate cuirassée USS New Ironsides et le sloop de guerre à aubes USS Powhatan, et accrut la détermination des Nordistes
Fremantle voit en rade les forceur de blocus anglais arrivés de nuit : les Kate, Anaconda, Racoon sont des vapeurs modernes, élancés, peints de couleur grise. L’un d’eux, le Ruby, trompé par des feux erratiques, s’est échoué la nuit dernière, et son équipage l’a évacué et incendié : opération négative pour l’armateur.
Après son séjour sur le front, Fremantle savoure l’ambiance de la capitale de la Caroline du Sud, très festive malgré la pénurie due au siège et le canon qui tonne vers l’entrée de la baie : les fédérés harcèlent le Fort Wagner, sur Morris Island. Il constate que (plus encore que dans les autres villes du sud qu’il a visitées) à la promenade du dimanche, patrons et esclaves se côtoient, et que les noirs sont souvent plus richement vêtus que leurs propriétaires

Cependant quand par curiosité il assiste à une vente d’esclaves aux enchères, il dit ressentir un véritable malaise : le lot (une quinzaine d’hommes, plus 3 femmes et 3 enfants) a été adjugé en 10 minutes et les acheteurs « en hommes d’affaires satisfaits, leur font ouvrir la bouche et montrent les dents de leur 

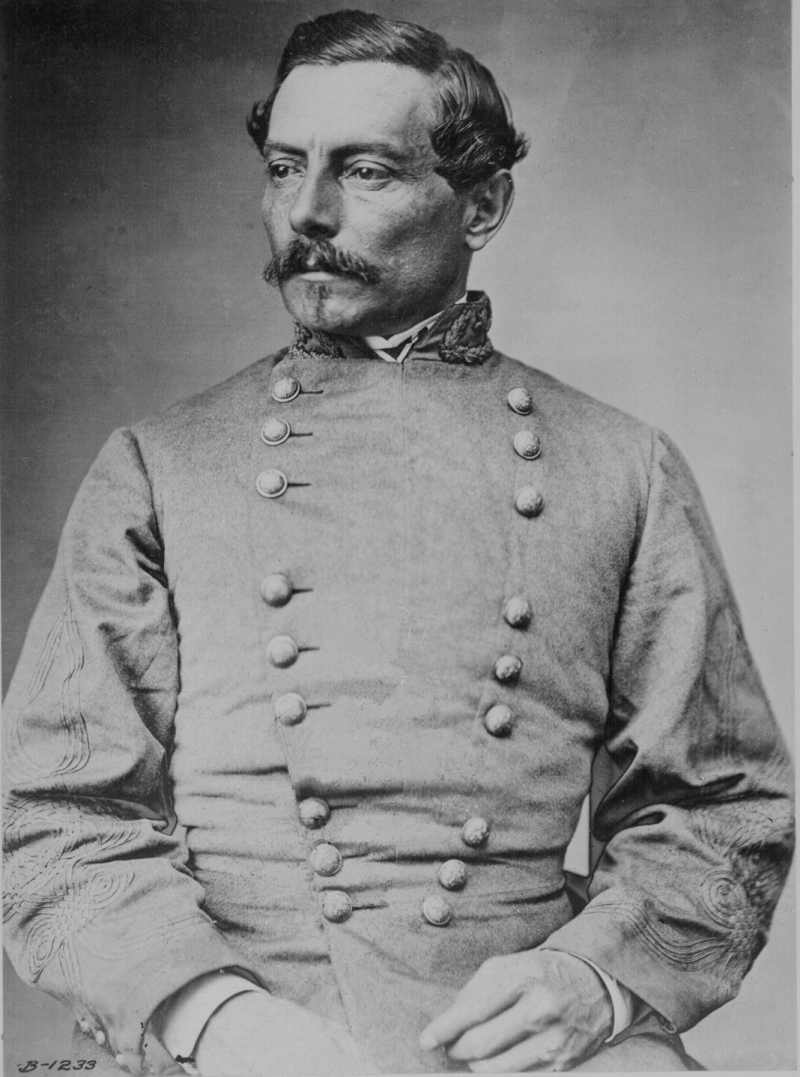
Le général P.G.T. de Beauregard, appelé "Little Frenchy" par ses soldats, et "le premier paladin sudiste" par les journaux. Il prétendit au poste de généralissime mais le président Jefferson Davis l'assigna à la défense de Charleston

nouvelle acquisition à leurs amis. Ce n’est pas une vision très agréable pour un Anglais, et je connais beaucoup de Sudistes qui ont le même ressenti que moi… » devant « ces incidents inhérents à l’esclavage ». Fremantle retrouve en ville une de ses connaissances : un officier du CSS Sumter, qu’il avait connu à Gibraltar. Il rencontre enfin le général Beauregard, qui revient d’une tournée d’inspection en Floride.
Fremantle, qui ne nous dit rien sur les relations entre deux officiers aussi différents que Ripley et Beauregard, récolte auprès d’eux des renseignements de première main :
- l’expérience a prouvé l’efficacité des torpilles et des mines maritimes explosant sous la ligne de flottaison des cuirassés, mais pour les couler au canon, il faut du très gros calibre, au moins du 11 pouces, avec boulet de 170 livres
- que le tir plongeant du haut des forts est plus efficace sur les navires cuirassés que le tir horizontal
- qu’une invention nouvelle, le sous-marin, va probablement révolutionner la guerre
- que les Britanniques feraient bien d’attaquer les Yankees par le nord, car ces derniers ont l’intention d’envahir le Canada dès que possible, alors que si les Anglais et les Sudistes s’unissent, ils sont sûrs d’écraser les Nordistes…

### ÀRichmond(Virginie), puis dans lavallée de Shenandoah

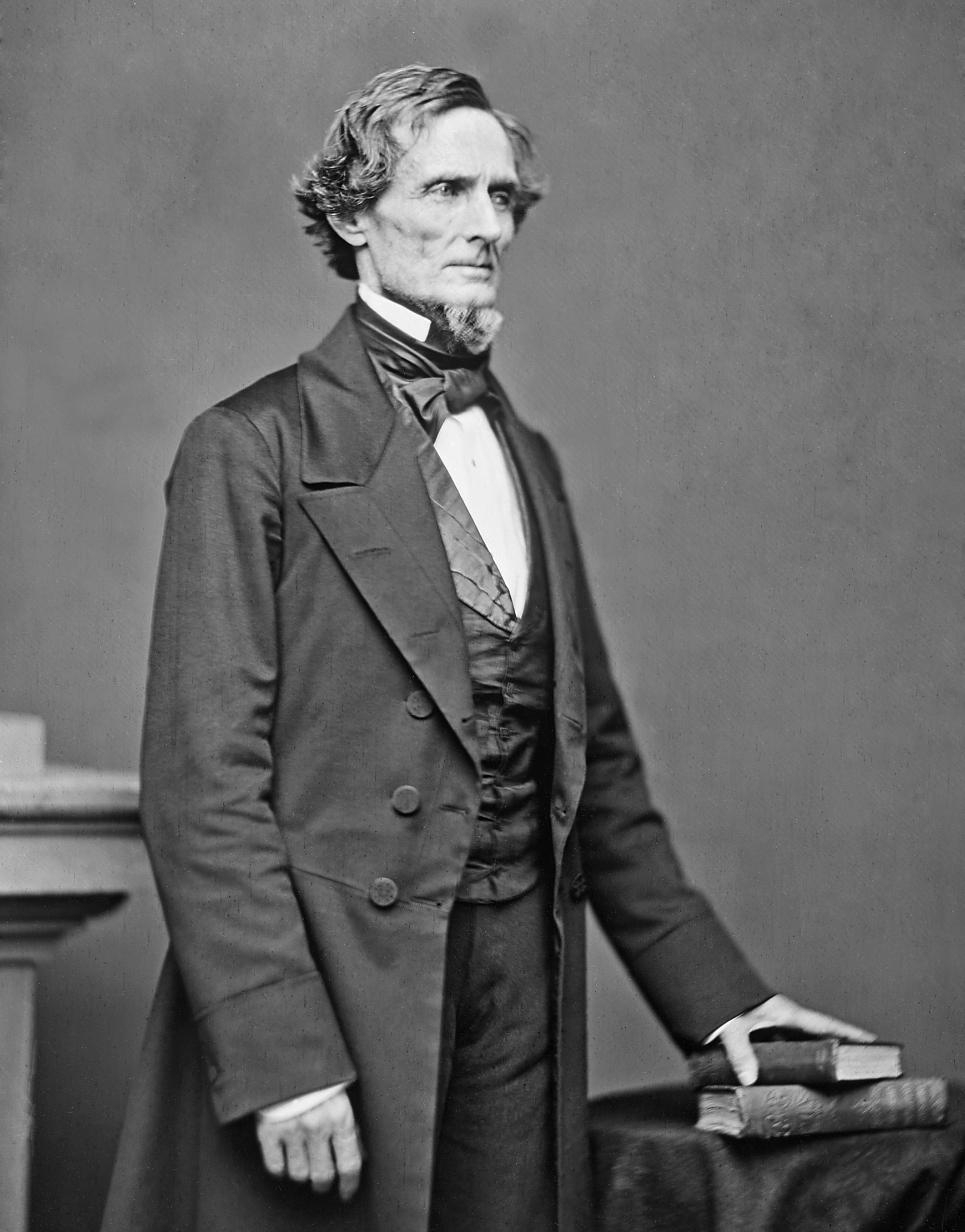
Jefferson Davis (1808-1889), « représentant » démocrate du Mississippi (1845-46), sénateur du même État (1847-51 puis 1857-61), d'État à la guerre (1853-57), président de la Confédération de 1861 à 1865.

Le 17 juin, par grande chaleur, Fremantle arrive à la capitale du Sud, Richmond, où il restera deux jours. Il rencontre d’abord le secrétaire d’État Judah Benjamin, et n'est guère impressionné par celui qui fut appelé « la tête pensante de la Confédération ». Fremantle nous décrit Judah Benjamin comme un gros petit homme actif, bien entendu intelligent, mais plutôt bavard : il lui aurait dit que « nos 400 000 sudistes en sont réduits à la défensive devant les 600 000 nordistes qui ont l’initiative des offensives – il est urgent que la Grande-Bretagne reconnaisse la Confédération, ce qui ne risque absolument pas de l’entraîner dans la guerre, car d’ailleurs le Nord a trop besoin d'elle, et il a trop peur qu’elle ne l’attaque en Californie – M. Russel, le correspondant de votre journal The Times, m’a décrit comme un joueur compulsif après avoir bénéficié de mon hospitalité, c’est peu élégant »…
Fremantle narre ensuite son entrevue avec le président de la Confédération, Jefferson Davis, un homme très maigre, ridé, mais aux yeux étincelants d’intelligence et d’une grande courtoisie. Si sa conversation est captivante, le président s’en tient aux généralités, et est bien d’accord avec Fremantle : les femmes du Sud dont les maris sont partis à la guerre supportent les privations avec un courage admirable…
Fremantle visite la capitale Richmond, participe à la vie mondaine, et tend l’oreille aux bavardages : on se désole (à raison) de la chute prochaine de Vicksburg, qui parait inéluctable - on s’indigne de l’inaction de Johnston au Mississippi…

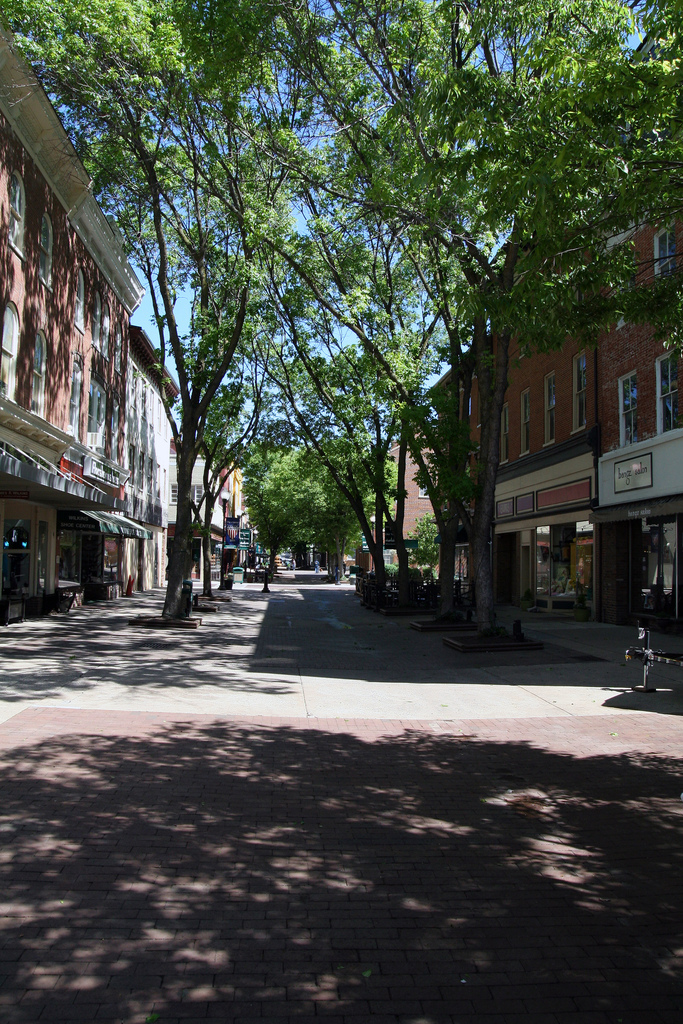
La grand-rue de Winchester, telle qu'elle devait être avant 1861.

Fremantle va avec son ami Norris sur la James River visiter le fort de Drewry's Bluff sur la James River : ce fort a repoussé récemment les ironclads fédéraux "Monitor" et "Galena" (ce dernier bien désemparé par les tirs plongeants des Sudistes). Les deux amis en profitent pour se baigner dans la James. Ils voient monter au fort un homme enchaîné (apparemment d’origine irlandaise) et son escorte : l’homme va être fusillé le lendemain pour désertion à l'ennemi.
Mais une bonne nouvelle arrive : Winchester a été reprise (une troisième fois) par les Confédérés : Richard Stoddert Ewell a bousculé le yankee abhorré, Robert H. Milroy, qui a pu s’échapper. Fremantle, qui est passé chez le secrétaire à la Guerre James Seddon prendre des lettres de recommandation pour le général-en-chef Robert E. Lee et son adjoint le général James Longstreet, peut repartir vers le nord, cette fois avec le cousin de Norris, pour rejoindre l'armée de Virginie.
Le 20 juin, ils prennent le train jusqu’à Culpeper. À Gordonsville, ils s’étonnent de voir un énorme tas de fusils Enfield rouillant en plein air : « ils ont été ramassés après la bataille de Chancellorsville, leur dit-on, et on ne sait plus qu’en faire, il y en a trop… ».
Fremantle et le cousin de Norris prennent ensuite la route du nord, tous deux montés sur des chevaux harassés, dénutris, mal ferrés, au dos très abîmé…
La vallée de Shenandoah est splendide, bien que dévastée par le flux et le reflux des armées ennemies. Fremantle remarque que les Nordistes appliquent depuis quelque temps la tactique de la terre brûlée (scorched land) : ils saccagent maintenant systématiquement les ressources et les voies de communications des territoires qu’ils sont obligés d’abandonner, ou dans lesquels ils pénètrent lors de leurs raids.
Les deux hommes entrecoupent leur lente chevauchée de marches à pied (car leurs chevaux sont en piètre état), et de plus font halte souvent, autant pour laisser les chevaux brouter (la provende est introuvable) que pour laisser monter l’armée sudiste qui exploite sa percée en direction de Washington. Les hommes sont bien mieux équipés et aguerris qu’au Mississippi, note Fremantle, et ont un moral de vainqueurs. La plupart des chariots et des chevaux sont marqués "USA" et ont manifestement été pris aux fédérés, les canons sont de tous types et de tous âges.

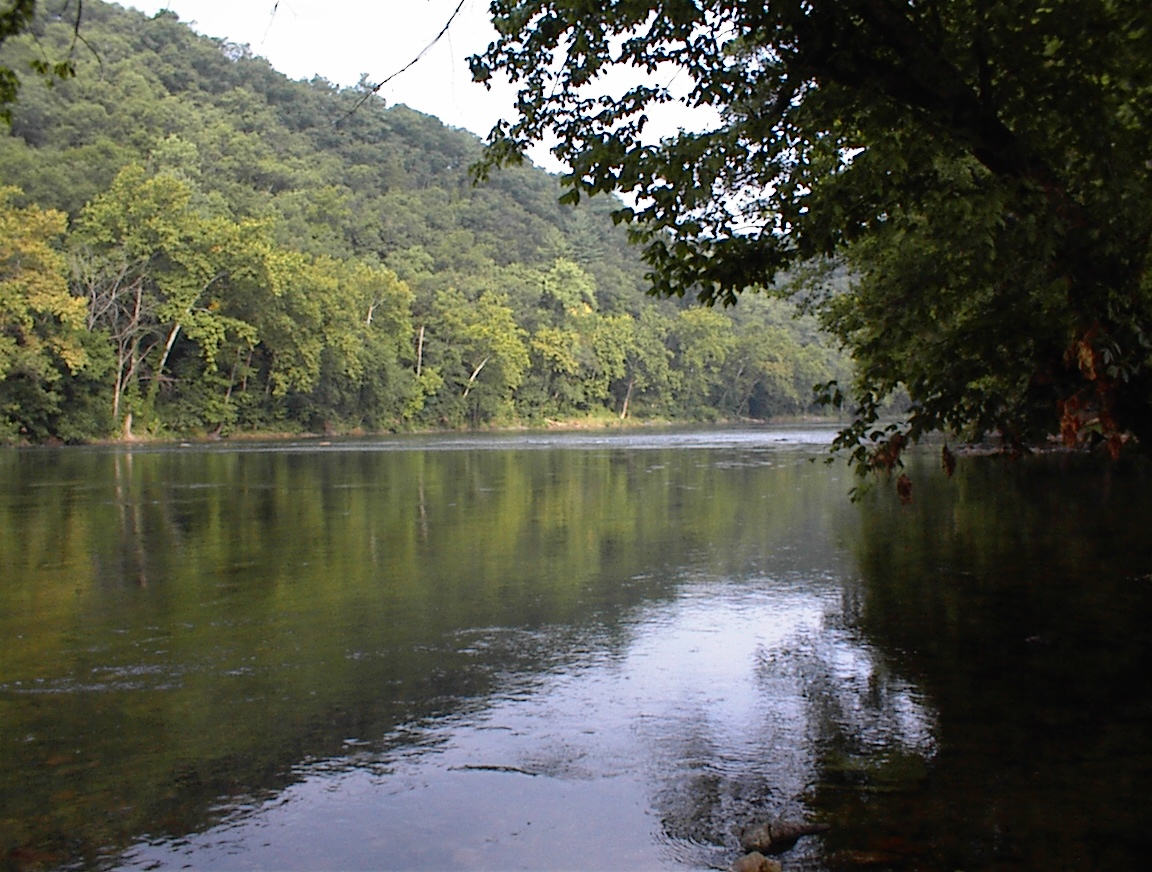
La Shenandoah, « au cours profond et rapide », que Fremantle traverse à gué (et à cheval) deux fois dans la journée du 21 juin 1863, car les ponts ont été détruits. Les fantassins sudistes qui les accompagnent « enlèvent leurs pantalons et tiennent leur fusil et leurs munitions au-dessus de leur tête » pour traverser.

Les deux hommes couchent par terre ou dans les granges, mangent ce que la population libérée peut leur offrir, bien contents s'ils trouvent un peu de hog and hominy (« porc et bouillie de maïs »). Fremantle, poussé par la faim, aborde même deux jolies jeunes femmes dans la rue, mendie un repas. Ils sont invités chez les deux dames, et, pendant le repas frugal, elles leur racontent comment elles exaspéraient les grossiers yankees qu'elles étaient obligées de loger en parlant sans cesse des hauts faits de Stonewall Jackson, le fameux général sudiste.
Les deux voyageurs arrivent à Winchester, la clef de la Virginie, une ville qui fut coquette, mais qui a beaucoup souffert des 3 occupations yankees et des 4 batailles qu'elle a déjà connues. Elle est actuellement transformée en hôpital, et l’on y manque de tout. Fremantle note que « cette pauvre ville de Winchester est passée d'un camp à l'autre comme un vrai volant… »
À Winchester, Fremantle visite l’emplacement de la résidence de James M. Mason, l’émissaire de Jefferson Davis en Angleterre : elle a été rasée jusqu’aux fondations, sur ordre de Milroy; d'ailleurs les témoignages de l'occupation barbare de Robert H. Milroy ne manquent pas. Fremantle voit aussi de nombreuses tombes fraîches, et au pied des tumulus sont plantées des planches sur laquelle on peut lire : « Soldat USA inconnu, mort le 22,23, ou 24 juin 1863 ».
Fremantle rencontre un compatriote, F. Lawley, correspondant du journal The Times (qui remplace Russel), et un officier prussien du génie, le capitaine Justus Scheibert, qui est tout comme lui en visite d’observation. Mais il ne peut rencontrer le fameux dragon prussien Heros von Borcke : il a été gravement blessé lors de la bataille de Middleburg (17 juin 1863). Au sujet des étrangers présents sur le théâtre de la guerre, Fremantle note qu’on y trouve de nombreux Irlandais : ceux du sud combattent activement avec les Sudistes, et n’ont aucun scrupule à tuer ceux du nord, qui sont le plus souvent dans les rangs des nordistes…

### EnMarylandpuis enPennsylvanie
Le 25 juin Fremantle et Lawley quittent Winchester pour rattraper l’armée de Lee en route vers le Potomac. Il pleut, Lawley est malade, et leurs chevaux sont épuisés, déferrés et ont le dos à vif. Comme Fremantle n’a pas le cœur de monter le sien, il le pousse devant lui et se tient à sa queue pour avancer dans la boue. À l’étape, les deux Anglais se rendent compte qu’ils sont maintenant au Maryland, et qu'ici les sympathies des habitants vont aux unionistes. Ils passent la nuit chez un paysan que seule la vue d’un souverain d’or a rendu plus aimable, et Fremantle dort sans enlever ses bottes mouillées, de peur de ne pas les retrouver au réveil.

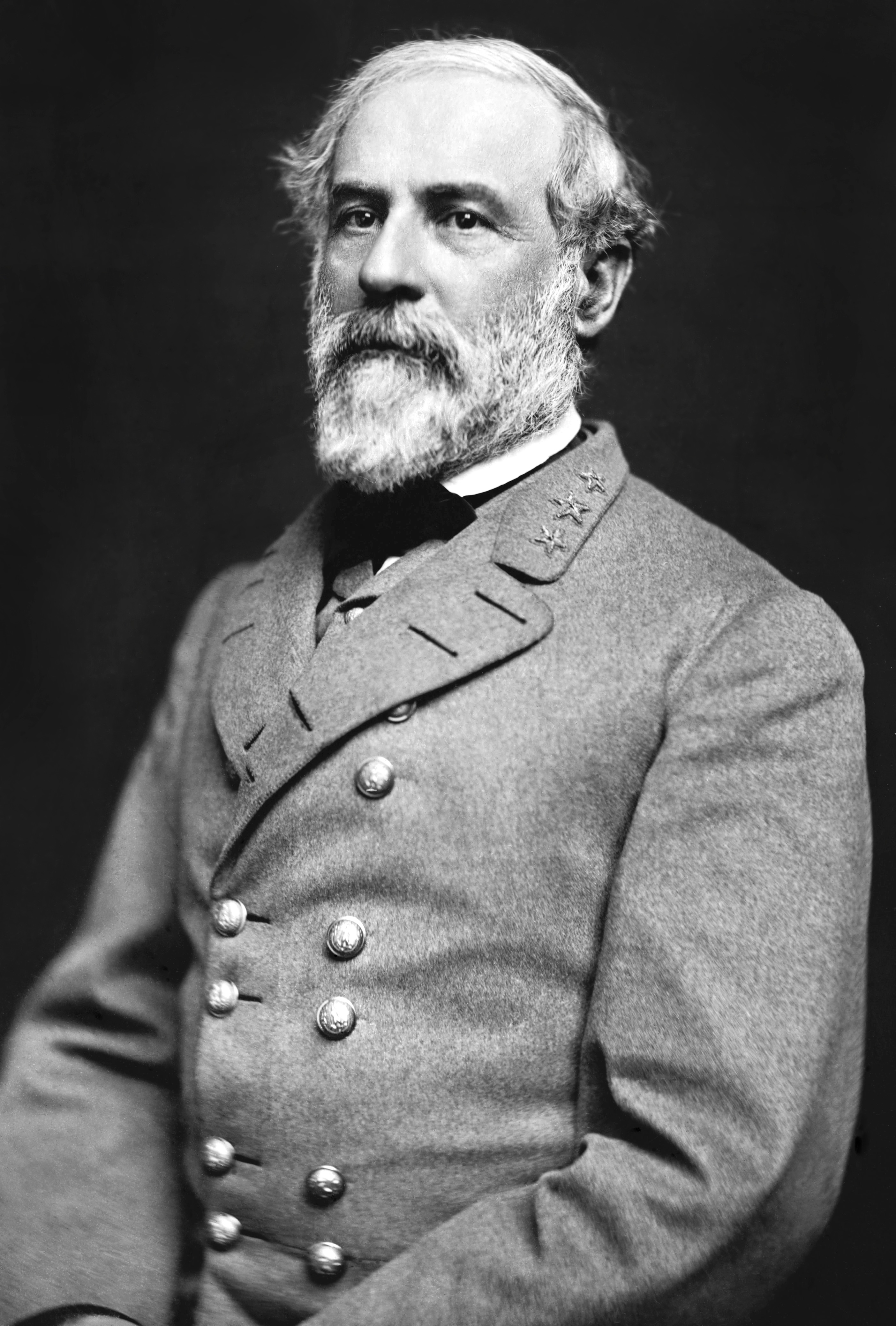
Le général en chef Robert Lee était estimé de tous.

Le lendemain très tôt, laissant Lawley qui ne peut se lever, Fremantle monte le cheval de son compagnon (qui est moins à bout que le sien) et part à la recherche du camp du général Longstreet. Il le trouve 15 miles plus loin à Chambersburg, en Pennsylvanie, où la population est encore plus hostile aux Sudistes : massés sur les trottoirs les habitants d’apparence opulente regardent d’un air stupéfait et renfrogné les troupes qui défilent pour prendre leur cantonnement aux accents de « Dixie », et huent les "Jacks" de Hood, une troupe de cavaliers venus du Texas, d’ Alabama et d’Arkansas, soldats réputés mais habillés comme des clochards. Les femmes font des remarques acides : « Voyez les troupes de Pharaon en route pour la Mer Rouge !… ». L’une d’elles s’est drapée dans un drapeau unioniste, et pour la faire taire un soldat lui dit en passant : « Méfiez-vous, Madame, les gars de Hood, quand ils voient des mamelons surmontés du drapeau yankee, ils n’ont qu’une idée, c’est de les prendre d’assaut !… » ; et la femme rentre chez elle en hâte. Fremantle note que la discipline est extrêmement rigoureuse chez les sudistes, aucun chapardage n’est toléré, il est interdit aux soldats, et même aux officiers, d’entrer dans les maisons.
Cependant la Pennsylvanie, note Fremantle, si elle n’est pas pillée, est cependant mise systématiquement à contribution : tous les entrepôts sont perquisitionnés, leurs contenus réquisitionnés en bonne et due forme, et les propriétaires reçoivent des reçus de l’intendance. Par ailleurs l’abondant matériel de guerre abandonné par les Fédéraux est soigneusement inventorié, examiné et attribué aux troupes, qui savent que plus elles s’avancent en territoire ennemi moins il faudra compter sur des approvisionnements réguliers venant de l’arrière.
Fremantle fait un tour en ville et note que les hommes de Chambersburg sont peu visibles. Le maire a disparu, et les mâles ont laissé aux femmes les clefs des réserves et le soin de la résistance passive aux réquisitions, ce dont ces « viragos pensylvanniennes » s’acquittent fort bien : après avoir traité l’officier d’intendance de voleur et de canaille, et refusé sa « monnaie de singe sudiste», elles prennent grand soin de vérifier la somme qui figure sur le reçu, et jusqu’au dernier cent. À l’hôtel où il a réussi à obtenir une chambre pour lui et pour son ami Lawley (qui est confiné au lit) le personnel féminin soit l’ignore soit l’entoure et l’assourdit de ses criailleries. Il doit faire usage de son éducation de jeune étranger de bonne famille et de tout son charme (et de son bon or anglais…) pour arriver à se faire accepter de ces dames qui, un peu adoucies, lui demandent « s’il est un Rebelle ou un Yankee ?… » Elles ont écouté la propagande unioniste, et croient que les cow-boys de Hood sont des bandits mexicains. Par ailleurs, note Fremantle, la population locale est d’origine frisonne, parle un patois germanique incompréhensible, n'a d’affinité réelle pour aucun des deux partis américains en guerre, et ne se rend pas compte de la chance qu’elle a d’être occupée par des soldats aussi corrects.

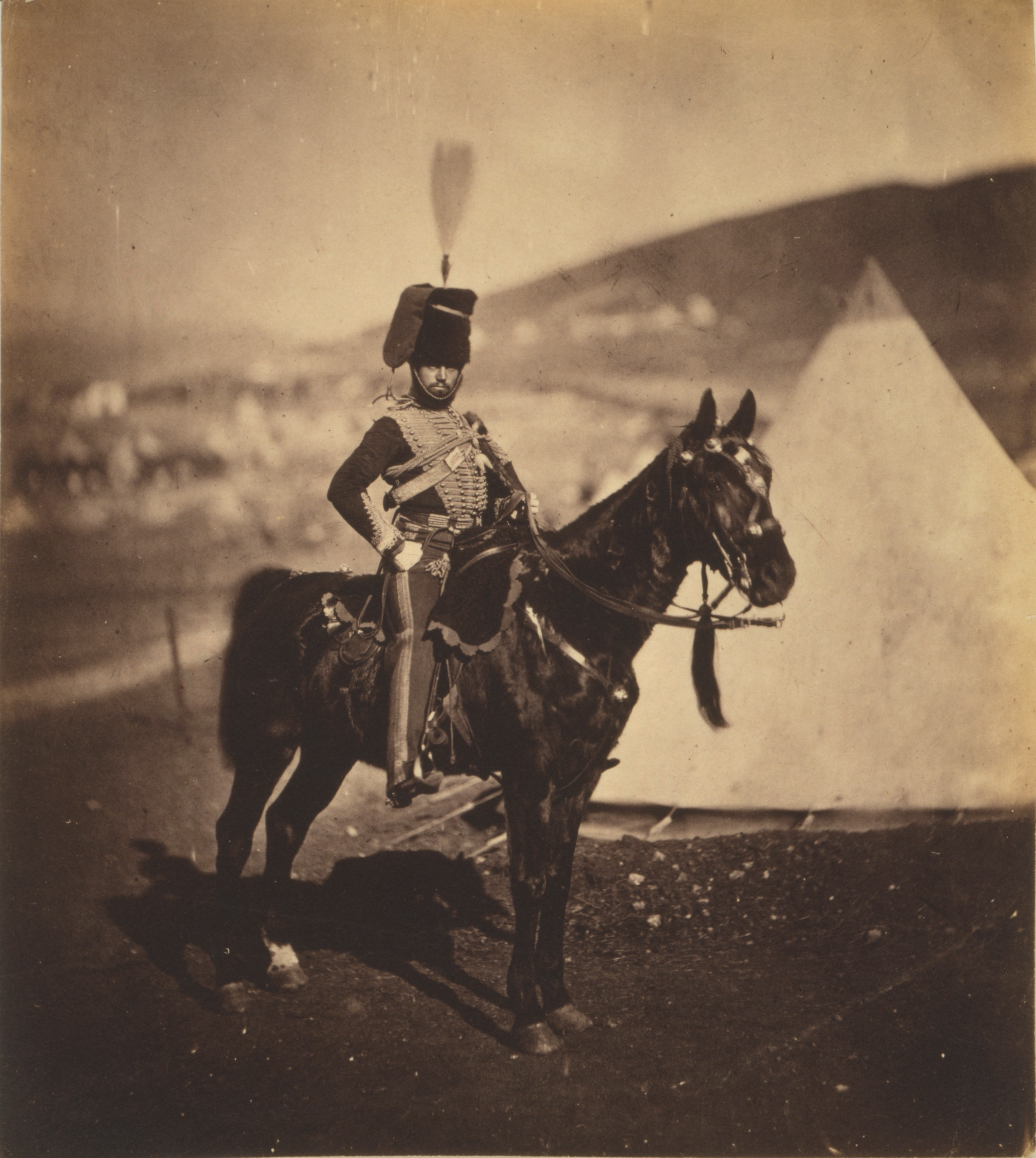
L'uniforme de hussard était fort chamarré dans toutes les armées européennes… Fremantle conseilla au colonel des hussards hongrois d'adopter une tenue moins voyante.

Un autre observateur est arrivé, un officier autrichien. Comme il est en grand uniforme des hussards hongrois, Fremantle l’avertit que « les soldats américains sont plutôt spéciaux », et qu’il va soulever des vagues d’hilarité et de lazzis parmi les troupes s’il n’adopte pas une tenue proche de la tenue civile, comme lui-même l’a fait.
Fremantle a une longue discussion avec le général James Longstreet : le chef de corps d’armée, réputé taciturne, connaît bien le Texas, et il s’égaie au récit des aventures qu’a connues le jeune anglais fraîchement débarqué au Texas. Fremantle rencontre aussi les généraux Pickett et Pendleton, qui se sont opposés quelques années auparavant aux habits-rouges, sur la côte nord de l'océan Pacifique lors de la guerre du cochon. Pendleton, note Fremantle, est un original aux longs cheveux, qui, après être sorti de West-Point, est devenu pasteur épiscopalien à Lexington ; il prêche volontiers devant les troupes, et il enfile alors un surplis sur son uniforme.

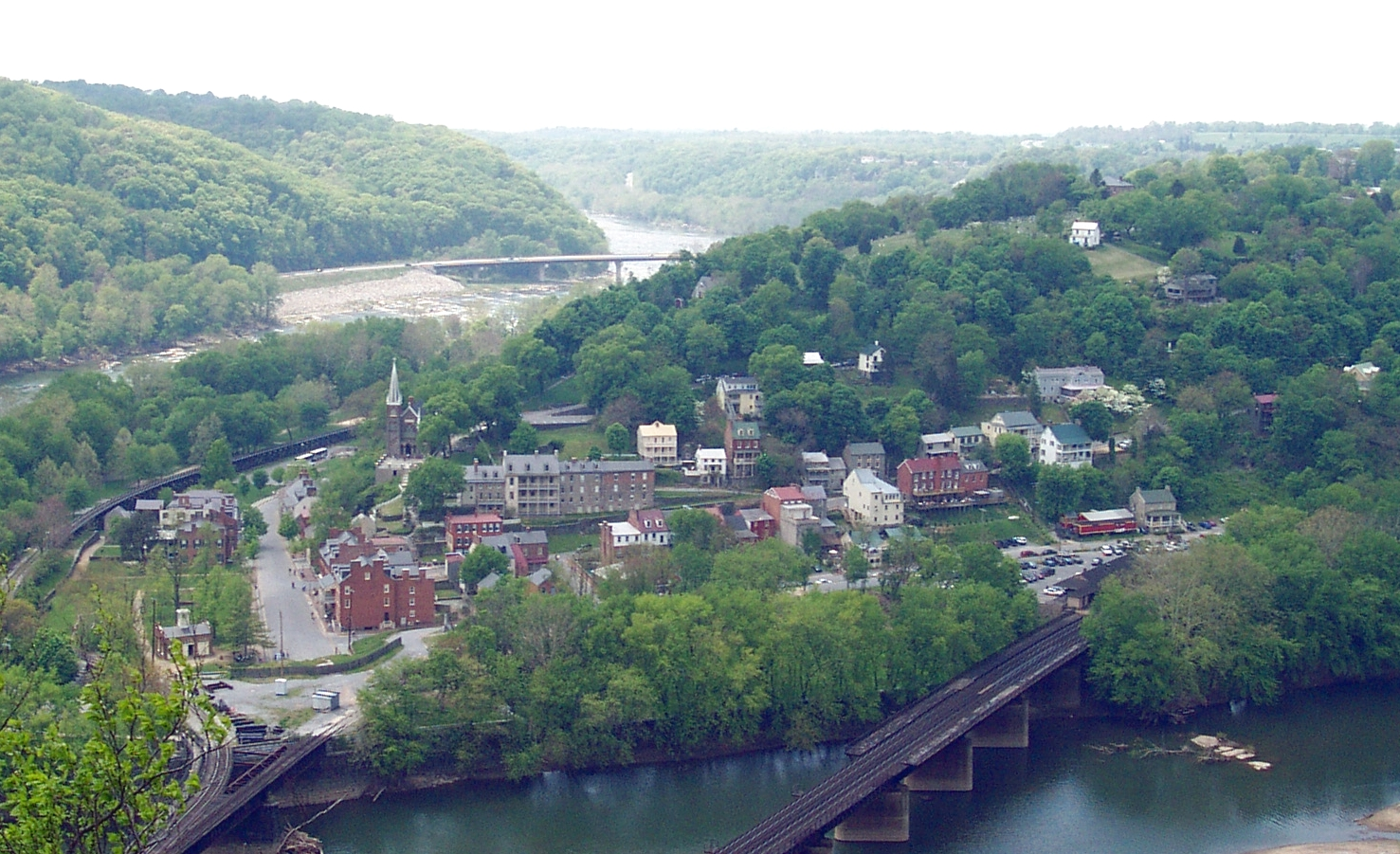
Fremantle écrit avoir admiré avant Gettysburg la vue du confluent de la Shenandoah et du Potomac à Harpers Ferry

 Le 30 juin, Fremantle est enfin présenté au généralissime Robert Lee : la réputation du grand soldat universellement adulé dans le sud n’est pas surfaite, constate le jeune Anglais, qui ne trouve qu'un seul défaut au grand homme : son « amabilité excessive. » Il s'étend aussi sur l'excellente entente qui règne entre le grand général toujours calme, urbain et tiré à quatre épingles et le bougon Longstreet, qui fut son élève à West Point.
Par ailleurs le cantonnement bourdonne de ragots : Lincoln a limogé l'audacieux (mais indocile) Joseph Hooker, et l'a remplacé par George G. Meade, qui a la réputation d'être un pusillanime…On parle d’une bataille à venir, peut-être vers la localité voisine de Gettysburg plutôt que vers Harrisburg…Une grande quantité de whiskey a été découverte à Chambersburg, et tous les tonneaux ont été éventrés sur l'ordre de Lee…Certains se demandent si on ne va pas manquer de cavalerie (Jeb Stuart, après avoir été retenu à Brandy Station par la cavalerie nordiste, est parti avec ses meilleurs escadrons pour un raid vers l'est) pour exploiter sur le terrain un éventuel succès de l’infanterie. Mais d’autres affirment (et le jeune Anglais s’en étonne) « que de toute façon les cavaliers sont bons à faire des reconnaissances, des escarmouches ou des raids, mais ne servent à rien contre l’infanterie… ».
Un immense optimisme règne chez les Confédérés.

### À Gettysburg,

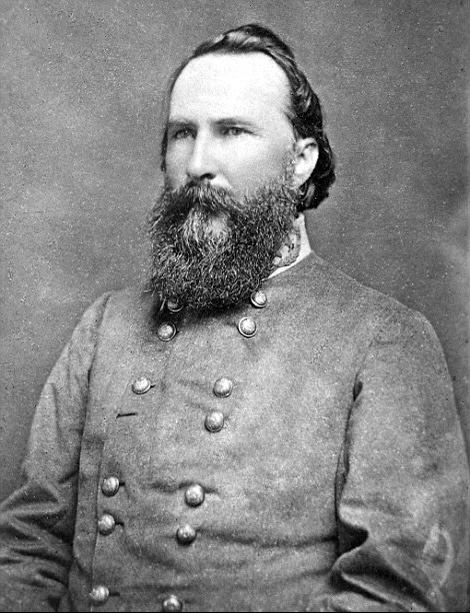
Le général James Longstreet, dit « Old War Horse » (« Vieux cheval de bataille »). Fremantle dit l'avoir entendu surnommer « Old Bulldog » par ses troupiers, et l'avoir vu charger à Gettysburg en tête de ses hommes, sans armes et en agitant son chapeau.

#### Le1erjuillet
Fremantle (après avoir abandonné son cheval qui boite de trois pieds et a le dos à vif) part en direction de Gettysburg;il est monté sur le cheval de Lawley, qui suit dans l’ambulance du médecin-major en compagnie de l’officier hongrois. Ils sont entourés de troupes qui montent au front. La brigade de feu Stonewall Jackson les dépasse : au contraire des autres troupes où on peut voir beaucoup de "boys", elle est composée de vétérans endurcis. Longstreet apparaît, et ceux des soldats qui ne l’ont jamais vu accélèrent le pas pour l’apercevoir. L’un d’eux s’exclame en voyant le général : « Les gars, ça va chauffer, le vieux bull-dog est de sortie ! ».

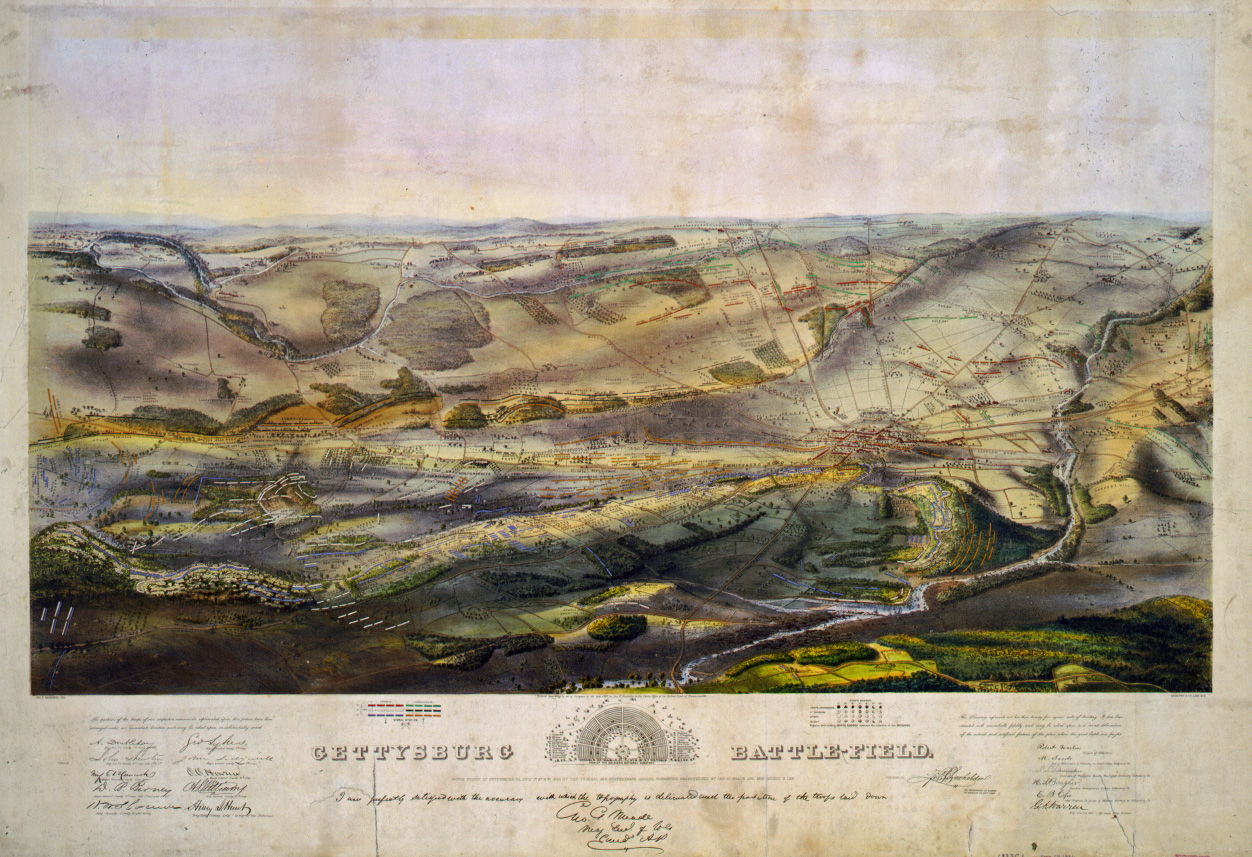
Le plateau de Gettysburg. Lithographie de 1863 montrant une vue aérienne à partir du sud-est. On voit les deux chaînes de crêtes, fortifications naturelles grosso modo parallèles, qui enserrent le plateau où est implanté le village. Fremantle est arrivé du nord-ouest (en haut à gauche) avec les troupes confédérées, et n'a pas eu cette vue.

À 2h. de l’après-midi, ils entendent un feu roulant au loin. Fremantle rencontre un espion qui se vante de venir de Gettysburg, et d'y avoir côtoyé « un sacré paquet de "ventre-bleus"… ».
À 3h. les observateurs commencent à croiser des blessés, dont certains, à demi-nus dans les ambulances, laissent voir d’horribles blessures, ce qui n’impressionne nullement les troupiers qui les croisent en allant vers la bataille. Ils voient aussi des drapeaux unionistes qui ont été capturés, et de nombreux groupes de prisonniers yankees, qui fraternisent avec les confédérés : un des soldats bleus s’écrie en riant : « Ça y est, on a bientôt ramassé la pâtée ! » (« We are already pretty near whipped! »).
À 4h, les trois observateurs arrivent en haut d’une crête et découvrent au loin le village de Gettysburg, qui domine un vaste paysage vallonné barré de crêtes rocheuses.
L’état-major de Longtstreet est là. On peut voir de l’autre côté de la vallée les soldats bleus qui font retraite vers le haut de la pente. Les gris de Ewell et de Hill les poursuivent chaudement en poussant leur cri de guerre. Les Fédéraux sont expulsés de la petite ville mais ils se regroupent au sommet de l’éminence et résistent aux sudistes en s’appuyant à droite sur le mur d’enceinte d’un cimetière, et à gauche sur une crête de rochers. Fremantle grimpe dans un arbre d’où il a une meilleure vue; mais la nuit tombe, l’action s’arrête.
Le jeune Anglais note en passant que les cavaliers préposés à la garde des chevaux agissent d'une manière qui lui parait curieuse : ils se creusent des trous ressemblant à des tombes, dans lesquels ils se lovent pour échapper aux projectiles et aux éclats d’obus.
Dans le crépuscule, en remontant le flot des troupes qui convergent vers Gettysburg, les officiers rentrent au cantonnement à Cashtown, à 8 miles de là. A.P. Hill, après avoir annoncé au jeune anglais qu'il souffre le martyre lui dit qu'il est étonné par la résistance inhabituelle que les fédéraux lui ont opposé, en particulier dans la tranchée inachevée du chemin de fer. Par ailleurs Fremantle s’étonne d'entendre les officiers sudistes qualifier l’engagement qui vient d’avoir lieu de « bon petit coup de torchon » (« brisk little scurry ») : lui se rend bien compte qu'au moins 20 000 confédérés étaient sur le terrain (contre deux corps d’armée nordistes), et qu’ils ont fait 6 000 prisonniers, et capturé 10 canons - mais que Lee aurait préféré pouvoir choisir un terrain plus propice et attendre que toutes ses troupes soient rassemblées : l'engagement du 1er juillet est prématuré pour les confédérés.
Le soir, au souper des officiers, Longstreet est le seul à se montrer moins optimiste que les autres : il énonce que l’ennemi a trouvé la moyen de se placer dans une position qui lui paraît vraiment favorable (« very formidable »), d’autant qu'il se doute que « l’ennemi va se retrancher cette nuit »… Fremantle note que par contre, du côté sudiste, on ne dresse pas la moindre barricade, et que pour tous les sudistes, la grande bataille qui va avoir lieu le lendemain paraît gagnée d’avance…

#### Le 2 juillet 1863

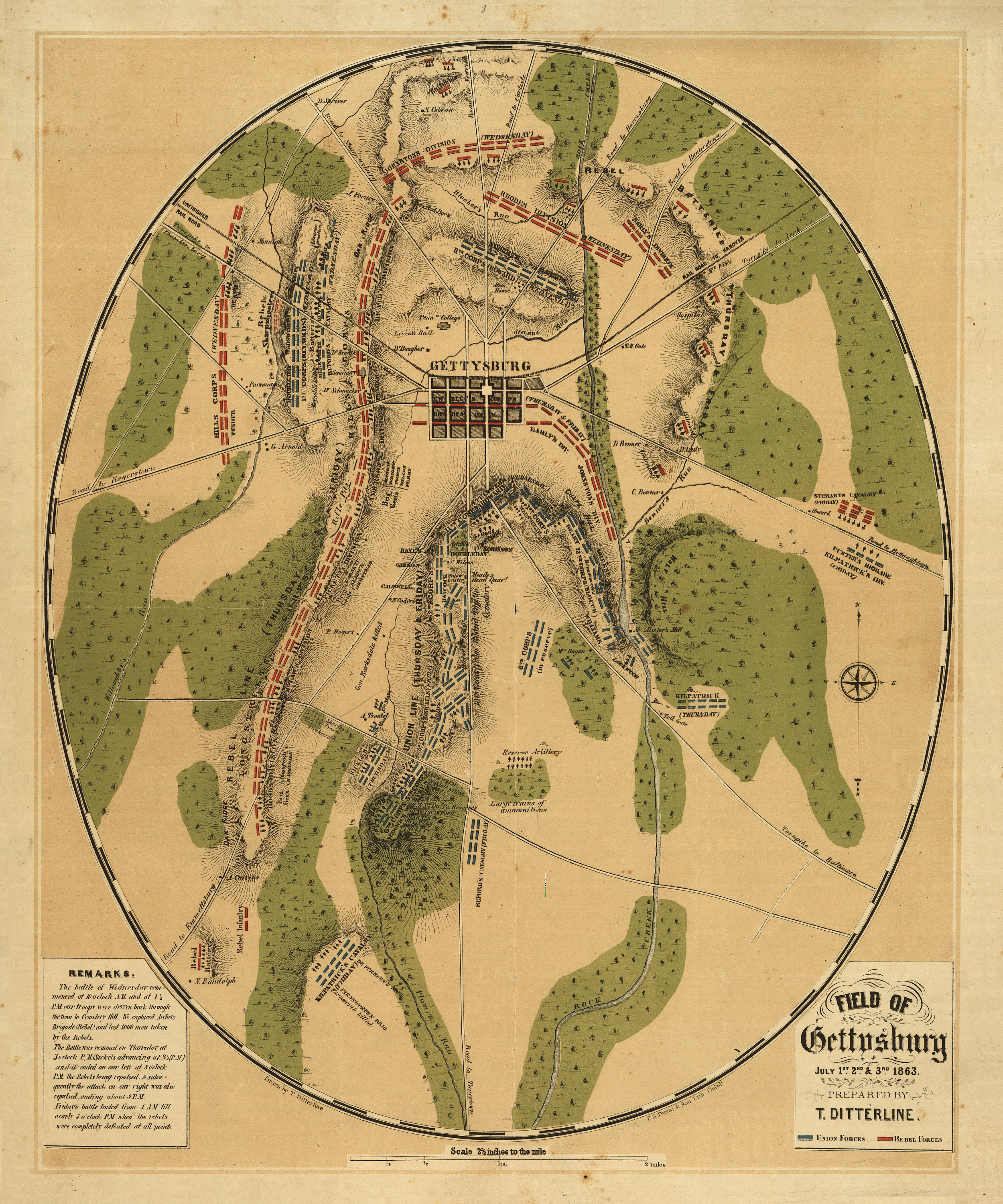
Carte éditée en 1863 par Theodore Ditterline. On voit nettement les deux lignes de crêtes en forme d'hameçons (hameçons de taille inégale, posés le petit à l'intérieur du grand, les hampes à gauche, à l'ouest) - et le village au tracé géométrique sur le plateau entre les concavités des hameçons. Après la prise du village le 1er juillet 1863, ces crêtes seront l'enjeu des batailles féroces du 2 et 3 juillet, en particulier Cemetery Ridge où fut repoussée le 3 juillet la charge Pickett.

Le 2 juillet à l’aube Fremantle et les observateurs européens retournent à leur poste de la veille, au sommet de la crête. Fremantle grimpe dans son arbre avec le capitaine prussien. Juste en dessous d’eux est réuni l’état-major sudiste : Robert Lee, Ambrose Powell Hill, Henry Heth (qui est blessé à la tête), avec James Longstreet et John Bell Hood qui, en bons Américains tailladent de petits bouts de bois à la pointe du couteau.
Fremantle, dans le matin calme, voit clairement les positions nordistes au sommet de l'éminence, de l'autre côté de la vallée : un mile de retranchements appuyés à leur droite par le cimetière, et à gauche par une crête de rocs; en contrebas, les sudistes leur font face sur un demi-cercle d’environ 6 miles, avec Ewell (placé près d’une église à coupole) à l’aile gauche, Hill au centre, et Longstreet à l’aile droite. Les généraux prennent leurs ordres de Lee et rejoignent leurs unités. Lee reste avec quelques officiers de sa suite : assis sur une souche d'arbre, il examine le terrain à travers sa lunette d'approche. Dans la journée il ne recevra par estafette qu'un seul message, et n'en enverra qu'un : il fait confiance à ses généraux pour appliquer le plan qu'ils ont établi ensemble.
Comme la matinée reste calme, Fremantle emprunte un cheval et, accompagné de deux officiers, galope jusqu’à l’aile droite. Là, ils se régalent de cerises et, comme il fait très chaud et lourd, ils se baignent dans un ruisseau, tout en gardant l’œil sur la cavalerie ennemie. En début d’après-midi Fremantle revient à l’observatoire et suit le conseil de Longstreet : il remonte dans son arbre avec Lawley, (le journaliste anglais) et le capitaine prussien.
Soudain, dit Fremantle, à 4h45 de l’après-midi le canon sudiste se met à tonner à droite, puis à l’aile gauche, et les Nordistes répliquent avec violence : l’air est rempli de projectiles « qui ont tous leur propre façon de voler, et font tous des bruits différents », et parfois touchent un caisson d'artillerie, dont l'explosion est saluée par les cris de joie de l'ennemi. Un orchestre sudiste, note Fremantle, se met à jouer des polkas et des valses, dont la musique se mêle à la canonnade, et une épaisse fumée couvre la vallée : il n’y a pas de vent pour la dissiper.
À 5 h 45, écrit Fremantle, les canons sudistes se taisent et les vagues de fantassins s’élancent à l'assaut en poussant leur cri de guerre, le « rebel yell ». Ils entrent dans le nuage de fumée immobile qui couvre la vallée sur 6 miles, et on peut suivre la progression de la charge au bruit des volées et à l’augmentation de la fumée…
Mais l'élan sudiste semble ralentir, s'arrête. La brigade de Floride lâche pied. La nuit tombe. Longstreet (qui a mené la charge en personne, sans arme et chapeau à la main) et ses troupes montent leur bivouac sur le terrain conquis, encore loin de la crête.
Fremantle retourne au cantonnement. Jeb Stuart et ses cavaliers y arrivent tard dans la nuit, avec des prisonniers yankees et tout un train de chariots pris à l’ennemi : il est allé vers le sud-est pour semer l'alarme autour de Washington, et il est parvenu à 6 miles de la capitale fédérale.

#### Le 3 juillet

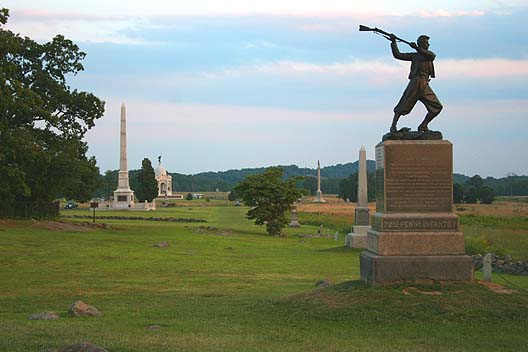
Les hommes du 72e Pennsylvania Volunteers Infantry (surnommés « Baxter's Fire Zouaves », les « Zouaves de feu de Baxter ») défendirent leurs positions avec acharnement, comme veut en témoigner la statue commémorative élevée sur le champ de bataille, au « point le plus haut atteint par le flot » (« high water mark ») sudiste

En compagnie de « l’Autrichien » et d'officiers sudistes, Fremantle part visiter dès 6 heures du matin le terrain conquis la veille. On enterre les morts, mais il en reste encore beaucoup à découvert, et l’Anglais note que les grands blessés qu’on a jugé inutile de ramasser et qui ne sont pas encore morts ouvrent leurs yeux vitreux et suppliants au passage des hommes valides…
Fremantle remarque à terre un grand nombre de morts nordistes « vêtus d’une mauvaise imitation du costume de zouave ".
Puis les deux européens suivent Lee, Longstreet et leur état-major qui font une reconnaissance du champ de bataille. Les artilleurs et tireurs d'élite nordistes remarquent le groupe d’officiers en déplacement, et les visent : deux chevaux sont tués, et une maison de brique située entre les lignes, qui sert d’ambulance et est pleine de blessés (surtout des nordistes, note Fremantle) est canonnée et réduite en cendres…
Fremantle, en bon fantassin, remarque surtout que les troupiers sudistes devront lors de la prochaine charge traverser 1 mile de terrain découvert largement exposé aux tirs, avant de parvenir aux retranchements nordistes qui surplombent la vallée…
C’est la brigade Pickett, qui n’a pas participé à l’action d’hier (venue à pied de Chambersburg, elle arrive à Gettysburg le soir du 2 juillet) qui va monter à l’assaut, avec deux autres unités, après une préparation d’artillerie que Lee veut intense.
Instruits par les événements de la veille, le jeune anglais et l’autrichien se mettent à la recherche d’un poste d’observation à la fois peu exposé et permettant une bonne vision. Ils décident d’aller vers l’aile gauche, qui a investi Gettysburg, et de monter dans la coupole de l’église du séminaire luthérien. À peine y arrivent-ils après une demi-heure de galop qu’ils se rendent compte que l’église est la cible de tirs croisés venant aussi bien des sudistes que des nordistes. Ils reviennent à leur point de départ (en compagnie d’un gamin inconnu qui crie de plaisir à chaque explosion d’un obus) le long d’un chemin bordé de cadavres yankees en voie de putréfaction.
À 2h30 de l'après-midi Fremantle est revenu à l’aile droite, et traverse un bois en remontant un flot de blessés « aussi dense que la foule sur Oxford Street en milieu de journée » : les moins touchés avancent en s’aidant de fusils qui leur servent de béquilles, les autres s’appuient sur des infirmiers ou sont portés sur des brancards, et tous demandent où est l’infirmerie, pendant que les obus continuent à pleuvoir sur leur cohorte, criblant d’éclats les blessés, ou les écrasant sous les branches des chênes fracassés…
Fremantle parvient enfin au milieu d’un régiment en bon ordre, et voit, un peu à l’écart, le général Longstreet, assis sur une barrière. Croyant que le général est sur le point de lancer son attaque décisive, Fremantle s’avance et lui dit : « Je ne voudrais avoir raté ça pour rien au monde ! » « Tu parles ! lui répond le général avec un rire amer, moi j’aurais bien voulu être ailleurs ! On a attaqué, et on a été repoussés…Regardez ça !… » .
Et Fremantle voit dans la vallée de petits groupes de sudistes qui reviennent lentement, l’air abattu, pendant que des volées d’obus tirés par les nordistes leur passent bien au-dessus de la tête et vont s’abattre au loin sur l'arrière des sudistes. Longstreet lui apprend alors que les sudistes ont tenu la redoute ennemie pendant 20 minutes, mais que faute de soutien ils en ont été délogés par l’irruption de renforts yankees…Il demande aussi au jeune anglais s’il n’a rien à boire. Fremantle lui passe sa fiasque d’argent et demande à Longstreet de garder le flacon d'alcool en souvenir. Le général taciturne accepte et s’en va donner des ordres.
Lee rencontre ensuite Lee qui, à cheval, "parfaitement sublime" , calme et bienveillant alors que les obus éclatent autour de lui, rallie ses troupes, réconforte les hommes démoralisés et les blessés, et affirme aux officiers bouleversés qu’il assume toute la responsabilité de la défaite. Alors que même les blessés agitent leur chapeau et lancent des acclamations au passage de leur général, Lee dit à Fremantle : "C'est un triste jour pour nous, un triste jour; mais nous ne pouvons pas toujours être vainqueurs…".
Les sudistes valides se regroupent en bon ordre et se retranchent dans l'attente d'une contre-attaque; des canons ont été mis en batterie à l'orée des bois qui servent d'abri aux confédérés, et menacent la plaine. Fremantle va parler aux servants d'une de ces batteries, ils sont pleins de confiance en eux-mêmes et en leur général en chef : "Oui, Oncle Robert nous fera entrer à Washington, c'est sûr !…". Mais des balles sifflent autour d'eux, et Fremantle retourne à l'abri : si les nordistes n'attaquent pas franchement, leurs "'sharp-shooters" (tireurs d'élite) harcèlent de loin les confédérés.
Le crépuscule tombe, note Fremantle, sur "le désastre ("mischief") qui est survenu en une heure, et sur un mile-carré seulement ". Mais les tirs reprennent tout d'un coup au sud-est… Puis la nuit et le silence se font.
Fremantle rentre au cantonnement et retrouve "le brave Moïse" , le trésorier-payeur dont il partage la tente. Il restitue le cheval qu'il a monté toute la journée et note que le moral des sudistes reste très bon.

#### Le 4 juillet 1863
Au cantonnement, le réveil est morose : le major Moïse, le trésorier-payeur dont Fremantle partage la tente, découvre que son coffre a été volé pendant la nuit. On retrouve le coffre abandonné, fracturé et vide, dans un bois tout proche : encore un coup des stragglers, les traînards.
Mais au QG Longstreet est tout joyeux : un parlementaire yankee, venu avec un drapeau blanc proposer une trêve, a de plus annoncé que "le général Longstreet, blessé, est notre prisonnier, mais nous en prenons soin" ; il a été renvoyé sous les quolibets. D’ailleurs le moral d’acier et la résistance physique de Longstreet font l’admiration de tous : alors que les officiers indemnes, dès leur retour au cantonnement après ces 3 derniers jours épuisants, se sont endormis aussitôt qu’ils ont mis pied à terre, Longstreet continue sans manger ni dormir à donner ses ordres, car l’ennemi doit être surveillé et éventuellement arrêté.

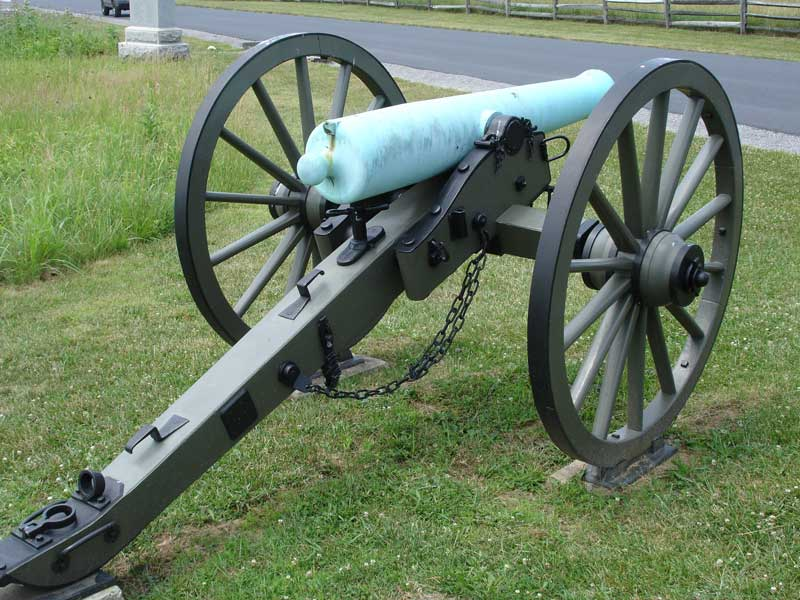
Polyvalence des projectiles, légèreté, mobilité et gros pouvoir destructeur, tels étaient les avantages du canon-obusier français calibre 12 cm, modèle 1853, copié aussi bien par les Fédéraux que les Confédérés sous le nom de « Napoleon gun. » À Gettysburg les Fédéraux alignèrent 142 canons Napoléon sur un total de 360, soit 36 % (source : voir note no 43)

Heureusement les Fédéraux se montrent peu actifs : apparemment ils sont aussi épuisés que les sudistes et ne cherchent pas à fêter le 4 juillet, le jour de l'Indépendance, en remportant une victoire définitive.
Fremantle interviewe longuement le brigadier-général William Nelson Pendleton (surnommé « le pasteur »), chef de l’artillerie sudiste, qui lui détaille le bombardement d’hier, et lui dit que le canon le plus apprécié est le « Napoléon de 12 », copie du modèle français de 1853, qu’il décrit comme un canon lisse, de bronze, léger, précis et efficace même à longue distance, recommandé par le prince Louis-Napoléon…
Fremantle écoute ensuite Longstreet, qui est loquace aujourd’hui et lui explique la cause de la défaite : il n’a, dit-il, « pas assez concentré ses troupes, et a fait charger en trois vagues 30 000 hommes au lieu de 15 000 ; et il y avait parmi les troupes de Hill trop de jeunes garçons qui n’avaient jamais été au feu, et qui ont perdu contenance très vite…En tous cas, si l’ennemi n’a pas contre-attaqué hier au soir, c’est parce que nous avions laissé notre artillerie pointée bien en évidence. »
En fait, ajoute Fremanle dans son carnet, il n’est que trop évident que "la principale cause de cette défaite est le mépris total qu’éprouvent tous les sudistes, du soldat au général, pour les nordistes", qu’ils sous-estiment trop.
Après ces jours de chaleur lourde, il se met à pleuvoir à torrents au début de l’après-midi. Lawley, le correspondant du journal anglais The Times, revient du QG avec des nouvelles : l’armée confédérée va faire retraite car elle est maintenant à court de munitions, Lee qui comptait se réapprovisionner sur l’ennemi est obligé de retourner aux entrepôts de Winchester (Virginie).
D'ailleurs la retraite débute : les charrois de l’intendance et un immense troupeau de bétail et de chevaux pris par Ewell à l’ennemi défilent sur la route transformée en bourbier.
Fremantle a trouvé une place dans la charrette des chirurgiens. Sous la pluie qui tombe toujours à torrents, dans la nuit, ils prennent leur place dans le convoi, et partent pour la Virginie.

### Début de la retraite
Le 5 juillet, après une nuit affreuse passée sous la pluie, en essayant d’avancer au milieu des chariots embourbés, le jour amène les alarmes : la cavalerie nordiste harcèle la colonne de chariots.
La charrette où se trouve Fremantle, bloquée dans un encombrement, est rejointe par l’état-major. Le généralissime Robert Lee, note Fremantle, est toujours propre et net, alors que tout le monde est sale et boueux. Le jeune anglais voit le général Richard S. Ewell pour la première fois, et dit être frappé par sa grosse tête chauve, son grand nez et son "air sauvage". Ewell, bien qu’unijambiste (il est amputé au-dessus du genou) monte à cheval; mais « il tombe souvent de sa monture, et doit être mis sur des béquilles dès qu’il veut descendre de cheval »…
Au bord de la route menant à Hagerstown, Fremantle entre dans une maison. Il y trouve des yankees blessés : ils ont été faits prisonniers lors de la dernière escarmouche. Le jeune grand bourgeois anglais note que l’un d’eux, un cavalier d’un régiment du Michigan, est un immigré irlandais « à qui les Américains ont bourré le crâne avec toutes sortes de sales idées sur l'oppression de l'Irlande » par les Anglais…
Pour la halte et le repas du soir, Fremantle a rejoint l’état-major de Longstreet dans un cabaret du bord de route. Pendant que les beefsteaks cuisent, des Pennsylvaniennes des alentours viennent pousser les hauts-cris : les soldats leur tuent leurs porcs et leurs vaches. "Hé oui, mesdames, leur répond Longstreet, c’est bien triste ! Alors imaginez ce que ça a dû être pendant deux ans en Virginie " .

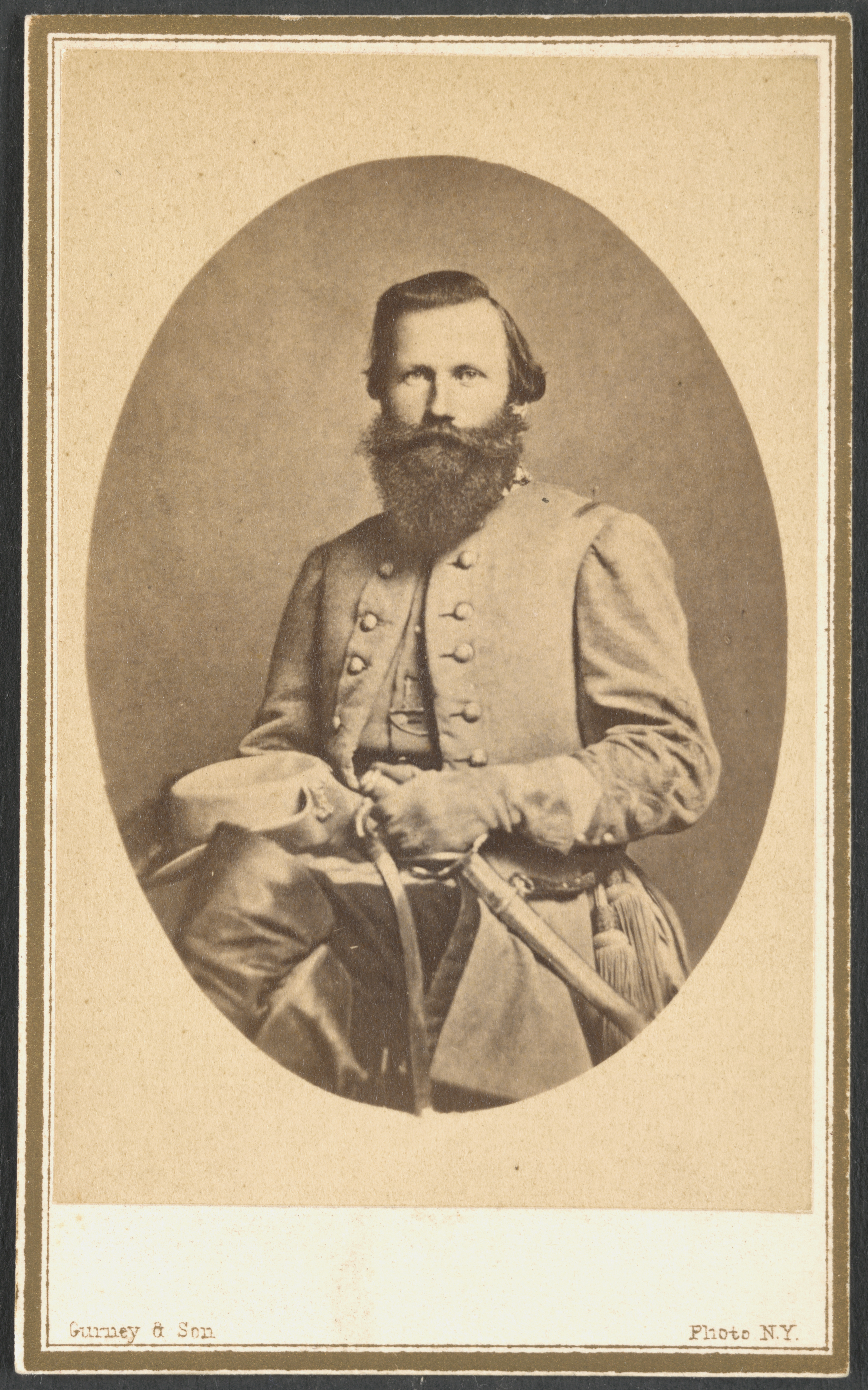
Après son regrettable retard à parvenir sur le champ de bataille de Gettysburg, le général Jeb Stuart se dépensa sans compter pour protéger, sous la pluie et dans la boue, la retraite de l'Armée de Virginie. Était-il alors aussi coquettement habillé (noter les gants à larges crispins, les hautes bottes à l'écuyère, le feutre orné d'une plume d'autruche noire…) ?

Fremantle dort dehors sous la pluie avec les autres, autour d'un feu, quand une attaque de la cavalerie nordiste sème la panique dans la colonne. Les cavaliers gris accourent pour repousser les bleus, et Fremantle a une fois de plus l’occasion de critiquer la façon dont s’engagent les cavaliers américains : « ils se courent bien sus, mais au lieu de se jeter les uns sur les autres sabre au clair, ils stoppent et commencent à se tirent dessus bêtement avec leurs fusils de chasse et leurs revolvers, à 30 m. de distance ».
L’observateur autrichien (le colonel des hussards hongrois), qui tenait tant au début de son séjour à garder son uniforme, doit maintenant abandonner jusqu’à son calot de petite tenue : toute la journée les curieux défilent pour l’observer, car on le prend pour un général yankee prisonnier.
Fremantle prend une chambre d'hôtel à Hagerstown. Le 7 juillet, il voit passer 3 500 yankees faits prisonniers à Gettysburg, en route pour les camps de Richmond. Les femmes de Hagerstown agitent leur mouchoir sur leur passage, et des vétérans confédérés parlent des zouaves qui sont parmi les prisonniers : « Ces types en pantalon rouge, ils veulent faire croire qu’ils se battent mieux que les autres, mais ils ne valent pas leurs collègues les ventre-bleus (blue-bellies). »
À Hagerstown (Maryland), Fremantle rencontre enfin le fameux général de cavalerie Jeb Stuart, et écrit que, malgré son originalité vestimentaire et son goût pour les guirlandes de roses c’est un excellent soldat, qui surgit souvent là où l’ennemi ne l’attend pas, mais à qui Lee laisse cependant un peu trop la bride sur le cou.
Fremantle va au QG et annonce aux officiers sudistes que sa permission touche à sa fin, et qu’il va devoir les quitter pour essayer de parvenir à New York. Tous lui font leurs adieux et leurs recommandations, le général Robert E. Lee (qui, bien qu'ayant le souci supplémentaire de son fils blessé et pris en otage après avoir été enlevé par les fédéraux, garde tout son calme et son amabilité) lui donne un sauf-conduit. Seul Latrobe dit en aparté : « Je vous parie ce que vous voulez que les yankees vont l’arrêter comme espion… ».
Les 7 et 8 juillet Fremantle fait ses adieux à ses amis, et écrit dans son journal son admiration pour les braves soldats et la courageuse population sudistes.

### Bref voyage en "Yankeedom"
Par opposition à "Dixieland". Mot formé de yankee et du suffixe dom que l’on retrouve dans kingdom, royaume (Lincoln était accusé par ses nombreux détracteurs de régenter l'Union comme son royaume). Fremantle utilise le néologisme "Yankeedom" plusieurs fois; d’ailleurs il ne se cache pas d’être fortement pro-sudiste, et va même jusqu’à écrire « nos troupes avancent… » au lieu de « les troupes confédérées avancent… ».
Le 9 juillet, salué par tous ses amis, le jeune Anglais monte dans un buggy de louage et part pour Hancock, à 22 miles au nord. Pour laisser souffler le cheval au sommet d'une longue pente, il fait halte au lieu-dit Fairview. Il y croise un groupe de va-t-en-guerre nordistes qui trouvent que son pantalon gris est fort suspect (il a pris soin cependant de revêtir un manteau noir…) ; bien qu’il leur paie à boire, Fremantle est près de se faire lyncher comme à Jackson (Mississippi)…
Heureusement un détachement de cavalerie unioniste le fait prisonnier, l’emmène jusqu’à Hancock, et le défère devant le général Kelly, commandant la place. Fremantle se présente à l’officier, lui montre son passeport britannique et ses sauf-conduits, et, dans une conversation entre gentlemen, raconte ses aventures tout en soulignant qu’il n’a jamais été qu’un observateur mû uniquement par l’intérêt professionnel.
Autorisé à repartir, Fremantle arrive ensuite (le 10 juillet) à Cumberland après 44 miles de route de montagne.
.

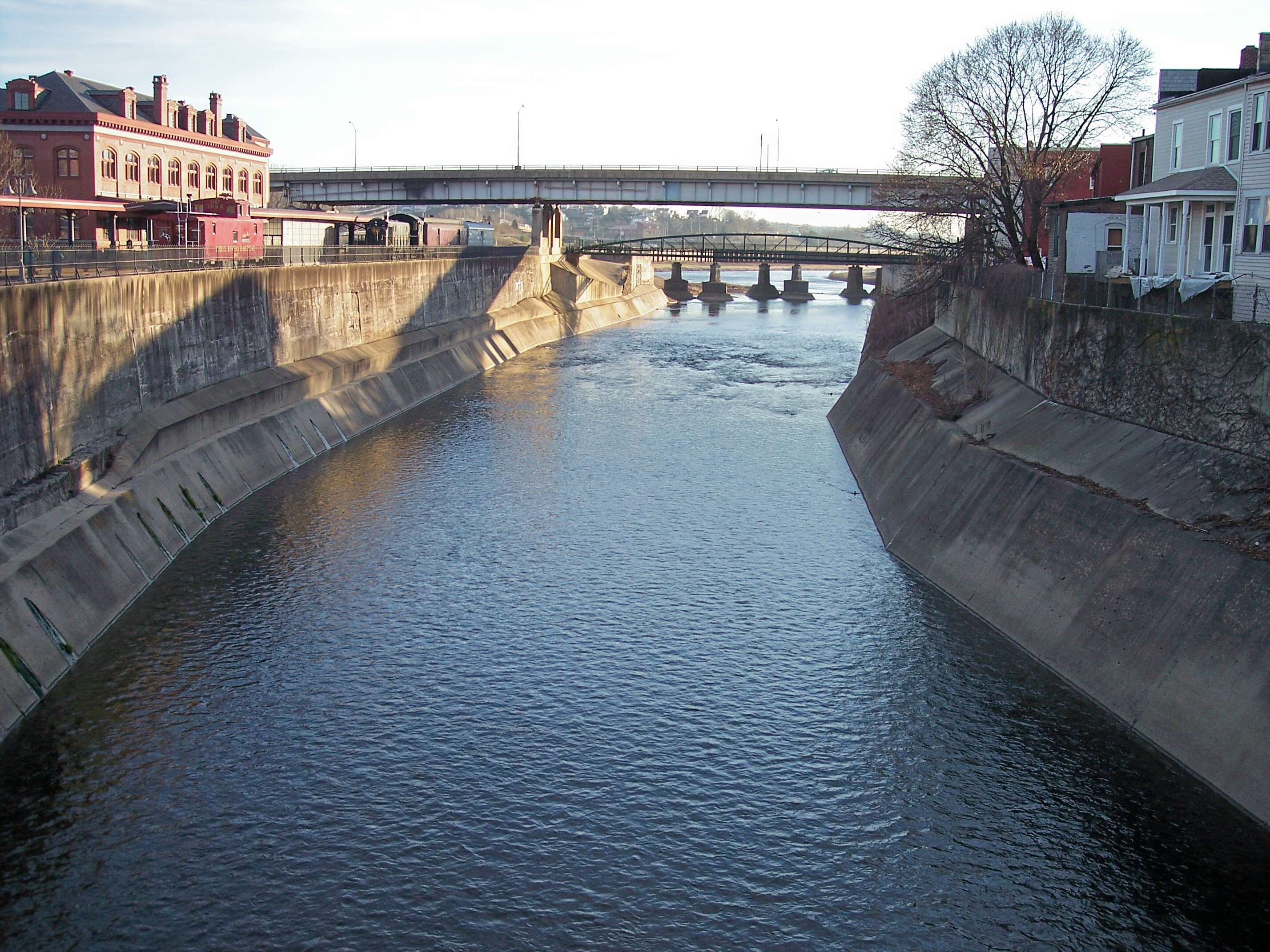
Abstraction faite de la passerelle de béton, les quais de Cumberland (autrefois importante ville minière, industrielle et nœud de communications de la Virginie-Occidentale venant juste après Baltimore par l’activité - aujourd’hui calme agglomération du Maryland) n’ont guère dû changer depuis le passage d’Arthur Fremantle en juillet 1863 ; au fond on aperçoit le fleuve Potomac

« Cumberland, note Fremantle, est une ville minière, qui a été visitée il y a peu par John D. Imboden, ce qui a rendu les habitants fous de rage. » Voyant dans les rues de la ville industrielle de nombreux soldats unionistes, certes bien équipés mais mal bâtis et mal fagotés, Fremantle regrette les vaillants troupiers sudistes, qui étaient somme toute bien plus élégants et virils, avec « leurs haillons, leurs pieds nus, leur couverture roulée en bandoulière, leur air dégagé, et leur brosse à dent ingénument portée à la boutonnière… ».
Le 11 juillet Fremantle prend la diligence, et lui qui s’était accommodé des pistes texanes, jure que rien n’est pire que les pikes, les routes couvertes de planches de l’Est américain. D’autant que les cahots de la diligence ne réduisent nullement les passagers au silence, et que ce sont tous des anti-sudistes enragés qui exaspèrent Fremantle en louant les qualités de stratège de leur général George Meade. Et Fremantle serre les dents : lui sait que Meade a tout simplement eu la chance de pouvoir se réfugier dans une place forte naturelle, et le bon sens de s'y cramponner…
À Johnston, le jeune Anglais prend le train pour Harrisburg et Philadelphie, et est enchanté de pouvoir profiter d’une couchette dans un sleeping. En gare de Philadelphie il est attiré par une petite foule : l'attroupement entoure un wagon où sont enfermés 150 rebels prisonniers. Fremantle entend, parmi les quolibets plutôt bon-enfant qu’on leur lance, quelqu’un qui propose de « balancer tous ces f… de p… à la rivière et de les noyer tous tant qu’ils sont… ».
Il arrive à New York le 12 juillet 1863 à 10 heures du soir, et se fait conduire directement au Fifth Avenue Hôtel.

### New York et les «émeutes de la conscription»
Il parvient à New York le 12 juillet 1863. Le 13, il va se promener en ville, et est étonné d'assister à des émeutes, que la police parvient à peine à contenir. Le 14, les affrontements sont extrêmement violents, la police est débordée, des incendies éclatent partout. Le 15, les émeutiers (surtout des Irlandais appartenant à la working class) pourchassent les noirs pour les lyncher et se battent au fusil contre l'armée, qui les réprime par la mitraille et les baïonnettes.
Fremantle apprit qu'il s'agissait des Draft Riots (« émeutes anti-conscription ») : causées entre autres par le fait que les nordistes riches pouvaient se faire exempter de la conscription moyennant un droit « de commutation » » de 300 $ (équivalent à 3 500 $ actuels), ces émeutes survinrent 10 jours après la bataille de Gettysburg et furent l'insurrection la plus ample et la plus violente qu'aient connu les États-Unis, mis à part la Révolution et la guerre de Sécession elles-mêmes.

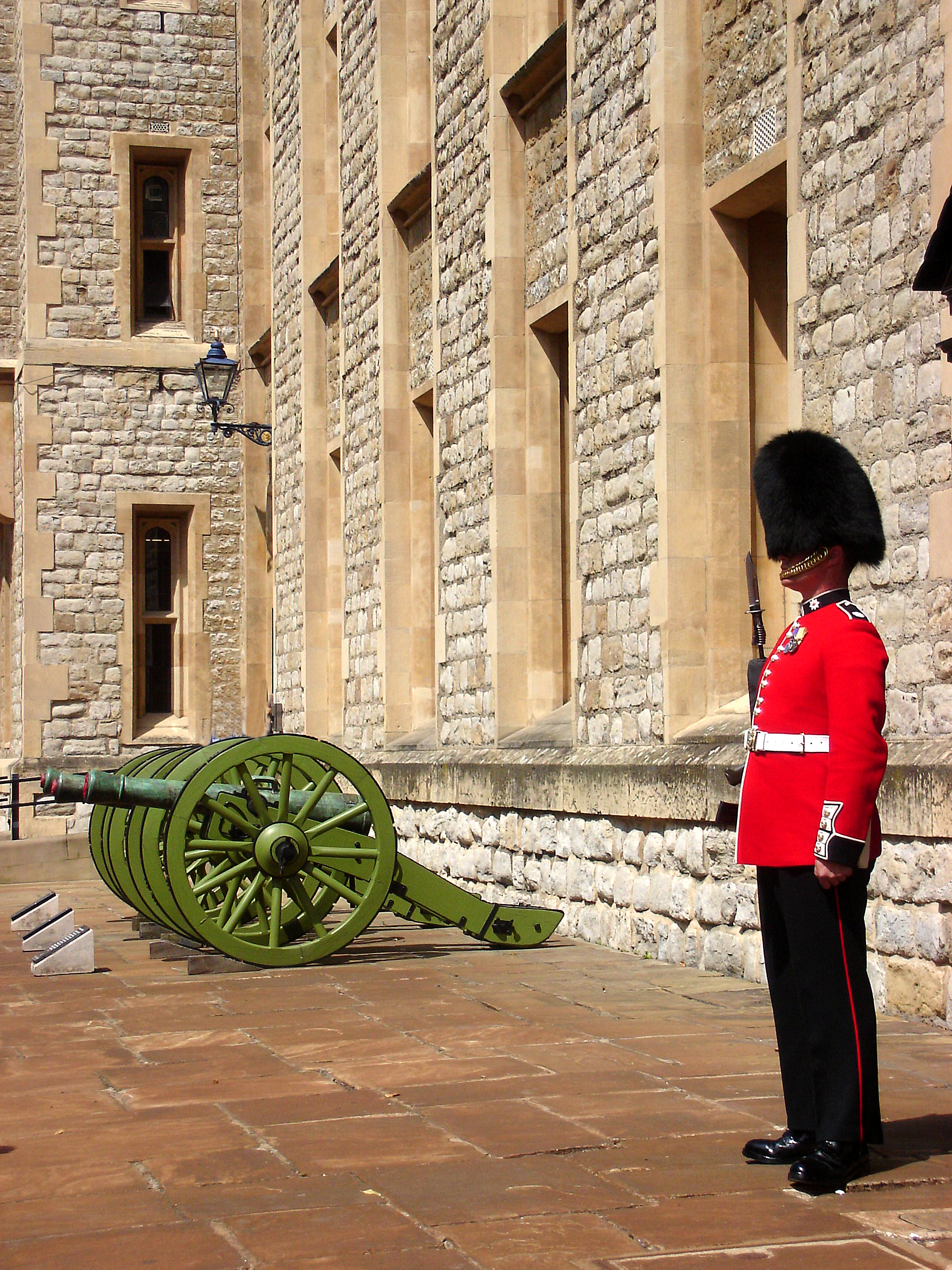
Un Coldstream Guards gardant les bijoux de la Couronne à la tour de Londres.

### Retour en Angleterre
Le 16 juillet 1863, laissant derrière lui New York dont des quartiers entiers n'étaient plus que des ruines fumantes, Fremantle s'embarque.
Après son retour en Angleterre, fin 1863, Fremantle se maria et se consacra pour de longues années au service de la reine ; il ne connaitra à nouveau la guerre in situ que 21 ans plus tard.
Comme très peu de ses collègues militaires britanniques avaient visité l'Amérique du Nord pendant la guerre de Sécession, il lui fut demandé de mettre ses souvenirs par écrit.

## Son livre
Le livre qu'il tira de son carnet de voyage et qu'il fit publier en 1864 : Three months in the Southern states (Trois mois dans les États Sudistes) eut un grand succès, tant en Grande-Bretagne qu'en Amérique, et surtout dans la Confédération : Fremantle (bien qu'il ait assisté en personne à Gettysburg au coup d'arrêt donné par les Fédéraux à la ruée sudiste vers Washington) y prédisait une victoire certaine aux Sudistes…
Certes loin d'approcher du réalisme de The red badge of courage (Le Rouge insigne du courage) de Stephen Crane, le livre de Fremantle est agréable par ses descriptions de la vie quotidienne des Américains, dans un grand nouveau pays victime d'une Guerre civile qui fut aussi la première guerre moderne.
Il est notablement moins partial (en faveur des Confédérés) que les relations des autres observateurs européens, les capitaines Justus Scheibert (venant de Prusse) et Fitzgerald Ross (venant d'Autriche) - sans parler de celle que le fameux cavalier prussien Heros von Borcke rédigea après avoir valeureusement combattu dans les rangs confédérés. Mais à Gettysburg le jeune Anglais semble avoir eu une vision de la bataille aussi fragmentaire et floue que celle que Fabrice del Dongo eut de Waterloo (voir La Chartreuse de Parme)…

### Devenir de l'œuvre

#### À la fin duXIXesiècle
Le succès du livre de Fremantle fut bref : l'animosité qui s'éleva rapidement entre l'Amérique du Nord et la Grande-Bretagne après la fin de la guerre de Sécession fit que le public se désintéressa de ce type de reportage.

#### AuXXesiècle

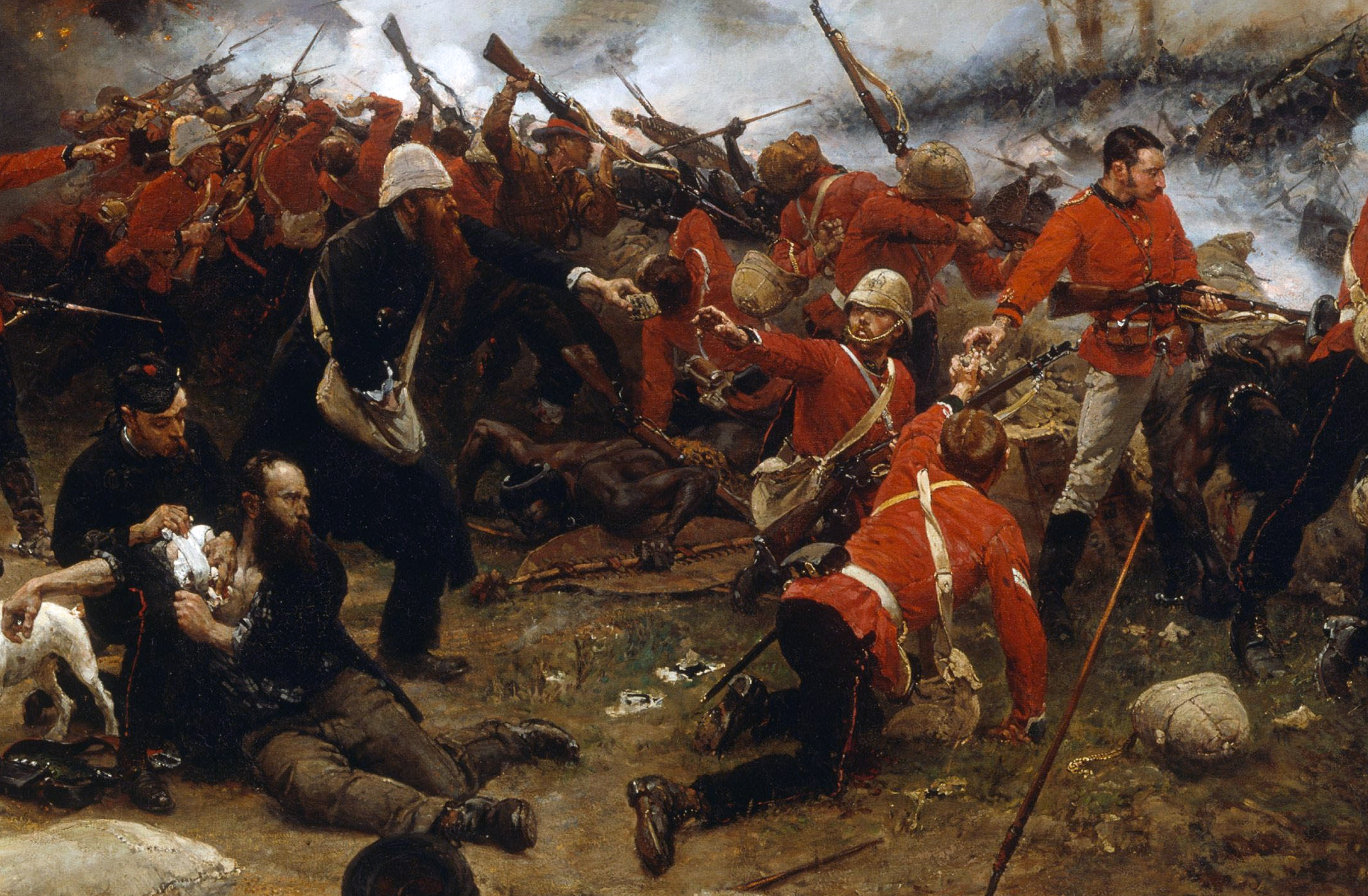
L'effet de dramatisation visuelle de la tunique rouge a été utilisé en peinture avant de l'être au cinéma (ici la bataille de Rorke's Drift, un épisode sanglant de la guerre anglo-zouloue en 1879).

En 1952 l'historien Walter Lord fit publier au Royaume-Uni une version commentée du livre de Fremantle, et l'ouvrage connut un succès inattendu.
En 1974, l'écrivain Michael Shaara publia un roman sur la Guerre de Sécession, The Killer Angels (Les Anges tueurs), qui connut le succès et obtint le prix Pulitzer en 1975. Shaara y fait apparaitre un Fremantle jeune et sympathique, bon compagnon et « so british », mais porté à tirer des conclusions hâtives à partir d'une vision fragmentaire des évènements. Cependant il lui fait clairement expliquer aux officiers sudistes que c'est la question de l'esclavage qui empêche la Grande-Bretagne de prendre ouvertement parti pour la Confédération.
Le livre de Shaara inspira un film en 1993 : Gettysburg, réalisé par Ronald F. Maxwell, dans lequel Fremantle est incarné par James Lancaster. Certes Lancaster ressemble aux portraits de Fremantle, mais on relève dans le film au moins une invraisemblance : il est fort peu probable que Fremantle ait porté un habit rouge sur le sol américain, même comme habit de cérémonie.

#### AuXXIesiècle
Certaines scènes d'émeute du film Gangs of New York de Martin Scorsese (2002) sont inspirées par les Draft Riots de 1863, auxquelles Fremantle assista.
Un descendant d'Arthur, Tom Fremantle, a refait en 2001-2002 le trajet de son ancêtre, et a tiré un livre de son aventure : The Moonshine Mule (La Mule du clair de lune).